# Operatori virtuali di rete mobile in Europa
Elenco degli operatori virtuali di rete mobile in Europa, suddivisi per Stato.
Questa lista è suscettibile di variazioni e potrebbe essere incompleta o non aggiornata.

## Austria
Ecco i principali operatori virtuali austriaci:
|  | Operatore                           | Rete di appoggio           | Anno inizio | Anno fine | Sito ufficiale                                                                                      | Note   |
|  | ----------------------------------- | -------------------------- | ----------- | --------- | --------------------------------------------------------------------------------------------------- | ------ |
|  | Allianz SIM                         |                            |             | 2019      | https://web.archive.org/web/20191014105253/https://www.allianz-sim.at/                              | [ 1 ]  |
|  | Delight Mobile Österreich           |                            |             |           | https://www.delightmobile.at/                                                                       |        |
|  | edu com                             | A1 Telekom Österreich      | 2016        |           | https://www.educom.at/                                                                              | [ 2 ]  |
|  | eety                                | 3 Österreich               |             |           | https://www.eety.at/                                                                                |        |
|  | Georg                               | A1 Telekom Österreich      |             |           | https://www.georg.at/                                                                               |        |
|  | Goood Mobile Österreich             | A1 Telekom Österreich      |             |           | https://goood-mobile.at/                                                                            | [ 3 ]  |
|  | Fenercell Österreich                | A1 Telekom Österreich      | 2015        | 2018      | |        |
|  | Help Mobile Österreich              | 3 Österreich               |             |           | https://www.helpm.at/                                                                               |        |
|  | HoT Hofer Telekom Mobile Österreich | Magenta Telekom Österreich | 2015        |           | https://www.hot.at/                                                                                 |        |
|  | Kwikki                              | A1 Telekom Österreich      |             |           | http://www.kwikki.at/                                                                               |        |
|  | LIDL Connect Österreich             |                            | 2019        |           | https://www.lidl-connect.at                                                                         | [ 4 ]  |
|  | LIWEST mobil                        |                            |             |           | https://www.liwest-mobil.at/                                                                        |        |
|  | Lycamobile Österreich               | A1 Telekom Österreich      | 2013        |           | https://www.lycamobile.at/de/                                                                       |        |
|  | Mediamarkt Mobil                    | 3 Österreich               | 2016        | 2019      | https://mobil.mediamarkt.at/                                                                        | [ 5 ]  |
|  | MTEL AUSTRIA                        | A1 Telekom Österreich      | 2015        |           | https://mtel.at                                                                                     |        |
|  | RAPID MOBIL                         |                            | 2016        | 2023      | https://www.rapid-mobil.at/                                                                         |        |
|  | Raiffeisen mobil Wien               | Magenta Telekom Österreich | 2022        |           | https://www.raiffeisen-mobil.at                                                                     | [ 6 ]  |
|  | Red Bull Mobile Österreich          |                            |             |           | https://www.redbullmobile.at/                                                                       |        |
|  | Saturn Mobil                        | 3 Österreich               | 2016        | 2019      | https://mobil.saturn.at/                                                                            | [ 5 ]  |
|  | spusu Österreich                    | 3 Österreich               | 2015        |           | https://www.spusu.at/                                                                               | [ 7 ]  |
|  | Tchibo Mobil                        | 3 Österreich               | 2018        |           | https://www.eduscho.at/exklusive-tarife-und-attraktive-smartphones-bei-tchibo-mobil-c400092197.html | [ 8 ]  |
|  | tele.ring                           | Magenta Telekom Österreich |             | 2021      | https://www.telering.at/                                                                            | [ 9 ]  |
|  | Tele2 Mobile Österreich             | 3 Österreich               |             | 2018      | https://web.archive.org/web/20180420204224/https://www.tele2.at/                                    |        |
|  | upc Mobile                          | 3 Österreich               |             |           | https://www.upc.at/                                                                                 |        |
|  | Vectone Mobile Österreich           | A1 Telekom Österreich      |             |           | https://www.vectonemobile.at/                                                                       |        |
|  | VM VIOLA MOBILE                     | A1 Telekom Österreich      | 2023        |           | https://violamobile.at                                                                              | [ 10 ] |
|  | YESSS!                              | A1 Telekom Österreich      |             |           | https://www.yesss.at/                                                                               |        |

## Belgio
Ecco i principali operatori virtuali belgi:
|  | Operatore                            | Rete di appoggio       | Anno inizio | 2ª Rete di appoggio    | Anno inizio | Anno fine | Sito ufficiale                                                                                | Note          |
|  | ------------------------------------ | ---------------------- | ----------- | ---------------------- | ----------- | --------- | --------------------------------------------------------------------------------------------- | ------------- |
|  | 1617 Mobile                          | Mobistar Orange België | 2014        |                        |             | 2016      |                                                                                               |               |
|  | Aldi Talk België                     | Telenet BASE           |             |                        |             | 2017      |                                                                                               | [ 11 ]        |
|  | Allo RTL                             | Telenet BASE           |             |                        |             | 2018      |                                                                                               | [ 12 ]        |
|  | Carrefour Mobile België              | Telenet BASE           | 2006        |                        |             |           | https://mobile.carrefour.eu/en/                                                               |               |
|  | Contact Mobile                       | Telenet BASE           |             |                        |             |           |                                                                                               |               |
|  | De Post                              | Belgacom Proximus      |             |                        |             | 2015      |                                                                                               |               |
|  | DIGI Mobile Belgium 5G               | Belgacom Proximus      | 2024        |                        |             |           | https://www.digi-belgium.be/fr/abonnement-gsm                                                 | [ 13 ]        |
|  | Digiweb Mobile                       | Telenet BASE           |             |                        |             | 2017      | https://web.archive.org/web/20180703112404/http://www.united-telecom.be/digiweb               |               |
|  | Dommel Mobile Freedom                | Belgacom Proximus      |             |                        |             | 2019      | https://web.archive.org/web/20180811212259/https://dommel.be/                                 |               |
|  | Ello Mobile                          | Telenet BASE           |             |                        |             |           | http://www.ello-mobile.be/nl.aspx                                                             |               |
|  | Galaxy Mobile Solutions              | Mobistar Orange België |             |                        |             |           | https://www.galaxymobile.be/mobiele-telefonie                                                 |               |
|  | hey!                                 | Mobistar Orange België | 2021        |                        |             |           | https://www.heytelecom.be/fr                                                                  | [ 14 ]        |
|  | JIM Mobile                           | Mobistar Orange België | 2019        | Telenet BASE           |             |           | https://jimmobile.be/nl/                                                                      | [ 15 ]        |
|  | Join Experience Mobile Belgie        | Telenet BASE           | 2014        |                        |             |           | https://joinexperience.com/fr-Be                                                              | [ 16 ]        |
|  | Lycamobile België                    | Telenet BASE           | 2006        |                        |             |           | https://www.lycamobile.be/fr/                                                                 |               |
|  | Maghreb Mobile                       | Mobistar Orange België | 2016        |                        |             |           | https://www.orange.be/fr/produits-et-services/cartes-prepayees/maghreb-mobile                 | [ 17 ]        |
|  | Medion Mobile                        |                        |             |                        |             | 2017      |                                                                                               |               |
|  | MOBILE VIKINGS België                | Belgacom Proximus      | 2021        | Mobistar Orange België | 2007        |           | https://mobilevikings.be/nl/                                                                  | [ 18 ] [ 19 ] |
|  | NEIBO                                | Mobistar Orange België | 2020        |                        |             |           | https://neibo.be                                                                              | [ 20 ]        |
|  | NEXTEL Mobile                        | Telenet BASE           |             |                        |             |           | https://nextel.be/ Archiviato il 3 agosto 2018 in Internet Archive.                           |               |
|  | Numericable Mobile                   | Telenet BASE           | 2012        |                        |             | 2016      |                                                                                               | [ 21 ]        |
|  | OBG ONE BILL GLOBAL Mobile           | Belgacom Proximus      | 2021        |                        |             |           | https://onebillglobal.com/nl/mobile/                                                          |               |
|  | Ortel Mobile                         | Telenet BASE           |             |                        |             | 2017      |                                                                                               |               |
|  | Plug Mobile                          | Mobistar Orange België |             |                        |             | 2016      |                                                                                               |               |
|  | Red Bull Mobile België               | Mobistar Orange België |             |                        |             | 2016      |                                                                                               |               |
|  | Scarlet Mobile                       | Belgacom Proximus      |             |                        |             |           | https://www.scarlet.be/nl/                                                                    |               |
|  | Simyo België                         | Telenet BASE           |             |                        |             | 2017      |                                                                                               |               |
|  | Sudpresse Mobile                     | Telenet BASE           | 2009        |                        |             |           | http://pro.sudpresse.be/nos_metiers_telephonie_mobile.php                                     |               |
|  | Tellink Traveller SIM Antwerp België | Mobistar Orange België |             |                        |             |           | https://www.tellinkroaming.com                                                                |               |
|  | Telenet                              | Mobistar Orange België |             |                        |             |           | https://www2.telenet.be/nl/                                                                   |               |
|  | Transatel                            | Telenet BASE           | 2000        |                        |             |           | http://www.transatel-mobile.com                                                               |               |
|  | Turk Telekom Mobile                  | Telenet BASE           |             |                        |             |           | https://www.baseturk.be/nl/base-turk.html                                                     |               |
|  | UNDO mobile                          | Mobistar Orange België | 2023        |                        |             |           | https://undo.be                                                                               | [ 22 ]        |
|  | United Telecom Mobile                | Telenet BASE           |             |                        |             |           | https://www.united-telecom.be/nl/particulier Archiviato il 9 luglio 2018 in Internet Archive. |               |
|  | Vectone Mobile België                | Telenet BASE           |             |                        |             |           | https://www.vectonemobile.be/                                                                 |               |
|  | Voo                                  | Telenet BASE           |             |                        |             |           | https://www.voo.be/fr                                                                         |               |
|  | youfone België                       | Belgacom Proximus      | 2021        |                        |             |           | https://www.youfone.be/                                                                       |               |

## Bulgaria
Ecco i principali operatori virtuali bulgari:
|  | Operatore                         | Rete di appoggio | Anno inizio | Anno fine | Sito ufficiale            | Note |
|  | --------------------------------- | ---------------- | ----------- | --------- | ------------------------- | ---- |
|  | Mobile Alternative Communications |                  |             |           | https://www.macmobile.bg/ |      |

## Città del Vaticano
Attualmente non ci sono operatori virtuali nella Città del Vaticano, in quanto si appoggia alle reti italiane.

## Croazia
Ecco i principali operatori virtuali croati:
|  | Operatore      | Rete di appoggio           | Anno inizio | Anno fine | Sito ufficiale             | Note |
|  | -------------- | -------------------------- | ----------- | --------- | -------------------------- | ---- |
|  | Bon Bon Mobile | T-Hrvatski Telekom Network | 2010        |           | https://www.bonbon.hr/     |      |
|  | Tomato Mobile  | Vip Network                | 2006        |           | https://www.tomato.com.hr/ |      |

## Danimarca
Ecco i principali operatori virtuali danesi:
|  | Operatore              | Rete di appoggio | Anno inizio | Anno fine | Sito ufficiale                                                           | Note   |
|  | ---------------------- | ---------------- | ----------- | --------- | ------------------------------------------------------------------------ | ------ |
|  | eesy Bare mobil        | TDC Danmark      | 2020        |           | https://eesy.dk                                                          | [ 23 ] |
|  | Lycamobile Danmark     | TDC Danmark      | 2010        |           | https://web.archive.org/web/20180224064026/https://www.lycamobile.dk/dk/ |        |
|  | OK Mobil               | Telenor Danmark  |             | 2023      | https://www.ok.dk                                                        | [ 24 ] |
|  | TELMORE Danmark        | TDC Danmark      |             |           | https://www.telmore.dk/                                                  |        |
|  | Vectone Mobile Danmark |                  |             | 2018      |                                                                          |        |
|  | youSee                 |                  |             |           | https://yousee.dk                                                        |        |

## Estonia
Ecco i principali operatori virtuali estoni:
|  | Operatore                      | Rete di appoggio | Anno inizio | Sito ufficiale        | Note                                                                                                   |
|  | ------------------------------ | ---------------- | ----------- | --------------------- | --- |
|  | top connect travel sim Tallinn |                  |             | https://travelsim.com | Non si tratta di un vero e proprio operatore, in quanto è solamente una SIM internazionale da viaggio. |

## Finlandia
Ecco i principali operatori virtuali finlandesi:
|  | Operatore            | Rete di appoggio                  | Anno inizio | Anno fine | Sito ufficiale         | Note |
|  | -------------------- | --------------------------------- | ----------- | --------- | ---------------------- | ---- |
|  | Ainacom \| Go Mobile |                                   |             |           | http://www.aina.fi/    |      |
|  | Dicame               |                                   |             |           |                        |      |
|  | DNA Suomi            | Finnet Verko Mobile Network Suomi |             |           | https://www.dna.fi/    |      |
|  | Globetel             |                                   |             |           | https://globetel.fi    |      |
|  | MOi Suomi            |                                   |             |           | https://www.moi.fi/    |      |
|  | Setera               |                                   |             |           | https://www.setera.com |      |
|  | Tele Finland         | TeliaSonera Mobile Network Suomi  | 2004        | 2017      | https://www.telia.fi/  |      |
|  | TDC                  |                                   |             |           |                        |      |

## Francia
Ecco i principali operatori virtuali francesi:
|  | Operatore                 | Rete di appoggio                            | Anno inizio | 2ª Rete di appoggio     | Anno inizio | Anno fine | Sito ufficiale                                                                             | Note          |
|  | Francia                   |                                             |             |                         |             |           |                                                                                            |               |
|  | ------------------------- | ------------------------------------------- | ----------- | ----------------------- | ----------- | --------- | ------------------------------------------------------------------------------------------ | ------------- |
|  | Afone Mobile              | SFR                                         | 2007        |                         |             |           | https://afonemobile.fr                                                                     | [ 25 ]        |
|  | Alphalink                 | SFR                                         |             |                         |             |           | http://www.alphalink.fr                                                                    |               |
|  | Auchan télécom            | Orange France, SFR, Bouygues Télécom France |             |                         |             |           | https://www.auchantelecom.fr/fr/                                                           |               |
|  | Bazile Telecom            | Orange France                               |             |                         |             |           | https://www.bazile.fr                                                                      |               |
|  | Budget mobile             | SFR                                         |             |                         |             | 2019      | https://www.budgetmobile.fr/Pages/Accueil/accueil.aspx                                     | [ 26 ]        |
|  | Buzzmobile Mobisud        | SFR                                         |             |                         |             | 2015      | https://web.archive.org/web/20180604024340/http://www.mobisud.fr/                          |               |
|  | Casino Mobile             | SFR                                         | 2014        |                         |             |           |                                                                                            |               |
|  | Cdiscount Mobile          | Orange France, SFR, Bouygues Télécom France |             |                         |             |           | https://www.cdiscount.com/cdiscountmobile                                                  |               |
|  | cellhire France           | Orange France                               | 2021        |                         |             |           | https://www.cellhire.fr                                                                    |               |
|  | CIC Mobile                | Orange France, SFR, Bouygues Télécom France |             |                         |             |           | https://www.cic-mobile.fr/fr/identification/espace-client.html                             |               |
|  | Cofidis Mobile            |                                             |             |                         |             | 2017      |                                                                                            |               |
|  | Coriolis Télécom          | SFR                                         | 2006        |                         |             |           | https://www.coriolis.com/bons-plans-forfaits-telephones-mobiles                            |               |
|  | Crédit Mutuel Mobile      | Orange France, SFR, Bouygues Télécom France |             |                         |             |           | https://www.creditmutuel.fr/fr/particuliers/gerer-votre-mobile.html                        |               |
|  | CTEXCEL                   | Orange France                               |             |                         |             |           | https://www.ctexcel.fr/index.jsp Archiviato il 13 agosto 2020 in Internet Archive.         | [ 27 ]        |
|  | Debitel                   | SFR                                         |             |                         |             |           |                                                                                            |               |
|  | Futur Télécom             | SFR                                         |             |                         |             |           |                                                                                            |               |
|  | Joe Mobile                |                                             |             |                         |             | 2015      |                                                                                            |               |
|  | JOI Telecom               | SFR                                         |             |                         |             |           | https://www.joitelecom.fr                                                                  |               |
|  | Kertel Mobile             | SFR                                         |             |                         |             |           | https://www.kertel.com                                                                     |               |
|  | Keyyo                     | SFR                                         |             |                         |             |           | https://www.keyyo.com/fr/                                                                  |               |
|  | La Poste Mobile           | SFR                                         | 2011        |                         |             |           | https://www.lapostemobile.fr                                                               | [ 28 ]        |
|  | Lebara Mobile France      | Orange France                               | 2021        | Bouygues Télécom France | 2010        |           | https://mobile.lebara.com/fr/fr/                                                           |               |
|  | Lycamobile France         | Bouygues Télécom France                     | 2011        |                         |             |           | https://www.lycamobile.fr/fr/                                                              |               |
|  | M6 Mobile                 | Orange France                               |             |                         |             |           |                                                                                            |               |
|  | mint mobile               | SFR                                         | 2019        |                         |             |           | https://www.mint-mobile.fr/Pages/Accueil/accueil.aspx                                      |               |
|  | Netcom                    | Orange France, SFR                          |             |                         |             |           | https://www.netcom-group.fr                                                                |               |
|  | Nordnet                   | Orange France                               |             |                         |             |           | https://www.nordnet.com                                                                    |               |
|  | NRJ mobile                | Orange France, SFR, Bouygues Télécom France |             |                         |             |           | https://www.nrjmobile.fr/                                                                  |               |
|  | ORTELmobile               | Orange France / Bouygues Télécom France     |             |                         |             | 2015      |                                                                                            |               |
|  | Paritel 4G                | Orange France                               |             |                         |             |           | https://www.paritel.fr/mobile-pro/                                                         |               |
|  | Prixtel                   | SFR                                         | 2018        | Orange France           | 2004        |           | https://www.prixtel.com/forfait-mobile/                                                    | [ 29 ]        |
|  | RED                       | SFR                                         | 2011        |                         |             |           | https://www.red-by-sfr.fr                                                                  |               |
|  | Réglo Mobile              | SFR                                         | 2007        |                         |             |           | https://www.reglomobile.fr                                                                 |               |
|  | SCT Telecom               | Orange France, SFR                          |             |                         |             |           | https://sct-telecom.fr/mobile/ Archiviato l'11 agosto 2020 in Internet Archive.            |               |
|  | sewan Téléphonie mobile   | Orange France, SFR                          |             |                         |             |           | https://www.sewan.fr/telephonie-mobile/ Archiviato il 25 ottobre 2020 in Internet Archive. |               |
|  | SIM+                      | SFR                                         |             |                         |             |           | https://simplus.fr                                                                         |               |
|  | SIMYO France              | Bouygues Télécom France                     |             |                         |             | 2015      |                                                                                            |               |
|  | SOSH                      | Orange France                               | 2011        |                         |             |           | https://www.sosh.fr/                                                                       |               |
|  | SYMA Mobile               | SFR                                         | 2022        | Orange France           | 2008        |           | https://www.symamobile.com                                                                 | [ 30 ] [ 31 ] |
|  | Transatel Mobile France   | Bouygues Télécom France                     |             |                         |             |           | https://www.transatel.com/fr/                                                              |               |
|  | TRUPHONE France 4G        | Orange France                               |             |                         |             |           | https://www.truphone.com/fr/                                                               | [ 32 ]        |
|  | Vectone Mobile France     |                                             |             |                         |             |           | https://www.vectonemobile.fr/                                                              |               |
|  | Virgin Mobile France      | Orange France                               |             |                         |             | 2016      |                                                                                            |               |
|  | Warren Mobile             |                                             |             |                         |             |           |                                                                                            |               |
|  | YouPrice.                 | Orange France                               | 2022        | SFR                     | 2022        |           | https://youprice.fr                                                                        | [ 33 ]        |
|  | Zadarma France            |                                             | 2022        |                         |             |           | https://zadarma.com/fr/                                                                    | [ 34 ]        |
|  | Antille e Guyana Francese |                                             |             |                         |             |           |                                                                                            |               |
|  | Trace Mobile              |                                             |             |                         |             |           |                                                                                            |               |
|  | Leader Price              |                                             |             |                         |             |           |                                                                                            |               |
|  | Corsica                   |                                             |             |                         |             |           |                                                                                            |               |
|  | Corse GSM                 | Orange France                               | 2020        |                         |             |           | https://www.corsegsm.com/                                                                  | [ 35 ]        |

## Germania
Ecco i principali operatori virtuali tedeschi:
|  | Operatore                  | Rete di appoggio                                                   | Anno inizio | Anno fine | Sito ufficiale                                                                | Note   |
|  | -------------------------- | ------------------------------------------------------------------ | ----------- | --------- | ----------------------------------------------------------------------------- | ------ |
|  | 1&1 mobilfunk Internet     | Vodafone Deutschland e Telefónica Deutschland                      | 2010        |           | https://www.1und1.de/                                                         | [ 36 ] |
|  | 1NCE                       | Telekom Deutschland (T-Mobile Deutschland)                         |             |           | https://1nce.com/                                                             |        |
|  | 4Bflexz!                   | Telekom Deutschland                                                | 2022        |           | https://www.4bro.de/4bflexz                                                   |        |
|  | Aldi Talk mit Medionmobile | Telefónica Deutschland                                             | 2005        |           | https://www.alditalk.de/                                                      |        |
|  | ay yildiz                  | Telefónica Deutschland                                             | 2005        |           | https://www.ayyildiz.de/                                                      | [ 37 ] |
|  | BigSIM                     | Vodafone Deutschland                                               | 2009        | 2018      | https://web.archive.org/web/20180531100839/https://www.bigsim.de/             |        |
|  | BildMobil                  | Vodafone Deutschland                                               | 2007        |           | https://www.bildmobil.de/                                                     |        |
|  | BLACK SIM                  | Telefónica Deutschland                                             | 2023        |           | https://www.blacksim.de/                                                      | [ 38 ] |
|  | Blau                       | Telefónica Deutschland                                             | 2005        |           | https://www.blau.de/                                                          | [ 39 ] |
|  | callmobile easyMobile      | Telekom Deutschland e Vodafone Deutschland                         | 2005        |           | https://www.callmobile.de/                                                    |        |
|  | cyberSIM                   | Telefónica Deutschland                                             | 2023        |           | https://www.cybersim.de/                                                      |        |
|  | Congstar 4G                | Telekom Deutschland                                                | 2007        |           | https://www.congstar.de/                                                      |        |
|  | DeutschlandSIM             | Telefónica Deutschland e Vodafone Deutschland                      | 2010        |           | https://www.deutschlandsim.de/                                                |        |
|  | discoTEL                   | Telefónica Deutschland e Vodafone Deutschland                      | 2009        |           | https://www.discotel.de                                                       |        |
|  | discoPLUS                  | Telefónica Deutschland e Vodafone Deutschland                      | 2010        |           | https://www.discoplus.de/ Archiviato il 24 giugno 2018 in Internet Archive.   |        |
|  | discoSURF                  | Telefónica Deutschland e Vodafone Deutschland                      | 2009        |           |                                                                               |        |
|  | EDEKA mobil                | Vodafone Deutschland                                               | 2008        | 2019      | https://web.archive.org/web/20180831211723/https://www.edeka-mobil.de/        | [ 40 ] |
|  | EDEKA smart                | Telekom Deutschland                                                | 2018        |           | https://www.edeka-smart.de                                                    |        |
|  | eteleon                    |                                                                    |             |           | https://www.eteleon.de                                                        |        |
|  | EXPRESSmobil               | Telefónica Deutschland                                             | 2009        |           | https://web.archive.org/web/20181121162246/https://www.express-mobil.de/      |        |
|  | Fonic                      | Telefónica Deutschland                                             | 2007        |           | https://www.fonic.de/                                                         |        |
|  | fraenk                     | Telekom Deutschland                                                | 2020        |           | https://fraenk.de                                                             |        |
|  | freenet FUNK               | Telefónica Deutschland                                             | 2019        |           | https://www.freenet-funk.de                                                   |        |
|  | freenet Mobile             | Telefónica Deutschland, Telekom Deutschland e Vodafone Deutschland | 2007        |           | https://freenet-mobilfunk.de                                                  |        |
|  | free prepaid               |                                                                    |             |           | https://www.free-prepaid.de                                                   |        |
|  | FYVE                       | Vodafone Deutschland                                               | 2010        |           | https://www.fyve.de/                                                          |        |
|  | Galaxy EXPERTE             |                                                                    |             |           | https://www.galaxyexperte.de                                                  |        |
|  | GALERIAmobil               | Telefónica Deutschland                                             | 2012        |           | https://www.galeria-mobil.de/                                                 |        |
|  | goood                      | Telefónica Deutschland                                             | 2017        |           | https://goood.de/                                                             | [ 41 ] |
|  | handy vertrag              |                                                                    |             |           | https://www.handyvertrag.de                                                   |        |
|  | HIGH Mobile                |                                                                    |             |           | https://www.high-mobile.de                                                    |        |
|  | ja! mobil                  | Telekom Deutschland                                                | 2007        |           | https://www.jamobil.de/                                                       |        |
|  | klarmobil                  | Telefónica Deutschland, Telekom Deutschland e Vodafone Deutschland | 2005        |           | https://www.klarmobil.de/                                                     |        |
|  | Lebara Deutschland         | Telekom Deutschland                                                | 2010        |           | https://mobile.lebara.com/de/de/                                              |        |
|  | Lidl Connect               | Vodafone Deutschland                                               | 2015        |           | https://www.lidl.de/de/lidl-connect/s7373597                                  |        |
|  | Lycamobile Deutschland     | Vodafone Deutschland                                               | 2011        |           | https://www.lycamobile.de/de/                                                 |        |
|  | maXXim                     | Telefónica Deutschland e Vodafone Deutschland                      | 2008        |           | https://www.maxxim.de/                                                        |        |
|  | McSIM                      | Telefónica Deutschland e Vodafone Deutschland                      | 2006        |           | https://www.mcsim.de/ Archiviato il 12 agosto 2018 in Internet Archive.       |        |
|  | M2M-mobil                  | Telefónica Deutschland e Vodafone Deutschland                      | 2012        |           | https://www.m2m-mobil.de/                                                     |        |
|  | Mobilcom-Debitel           |                                                                    |             | 2022      |                                                                               | [ 42 ] |
|  | MTEL GERMANY               |                                                                    | 2023        |           | https://www.mtelgermany.de                                                    | [ 43 ] |
|  | NettoKOM                   | Telefónica Deutschland                                             | 2007        |           | https://www.nettokom.de/                                                      |        |
|  | Norma mobil                | Telefónica Deutschland                                             | 2009        |           | https://www.norma-mobil.de/ Archiviato il 14 maggio 2018 in Internet Archive. |        |
|  | n-tv go!                   | Telefónica Deutschland                                             | 2011        |           | https://www.n-tvgo.de/                                                        |        |
|  | Ortel Mobile Düsseldorf    | Telefónica Deutschland                                             |             |           | https://www.ortelmobile.de                                                    | [ 44 ] |
|  | Otelo                      | Vodafone Deutschland                                               | 2010        |           | https://www.otelo.de/                                                         |        |
|  | Penny Mobil                | Telekom Deutschland                                                | 2006        |           | https://www.pennymobil.de/                                                    |        |
|  | PremiumSIM                 | Vodafone Deutschland                                               | 2013        |           | https://www.premiumsim.de/                                                    |        |
|  | Rossmann mobil             | Vodafone Deutschland                                               | 2013        |           | https://www.rossmann-mobil.de/                                                | [ 45 ] |
|  | SimDiscount                | Telefónica Deutschland e Vodafone Deutschland                      | 2013        |           | https://www.simdiscount.de/                                                   |        |
|  | SIM ON mobile              | Vodafone Deutschland                                               | 2021        |           | https://www.simonmobile.de                                                    |        |
|  | Simyo Deutschland          |                                                                    |             |           | https://www.simyo.de                                                          |        |
|  | simply                     | Telefónica Deutschland e Vodafone Deutschland                      | 2005        |           | https://www.simplytel.de                                                      |        |
|  | smartmobil                 | Telefónica Deutschland e Vodafone Deutschland                      | 2011        |           | https://www.smartmobil.de/                                                    |        |
|  | Tchibo Mobil               | Telefónica Deutschland                                             | 2004        |           | https://www.tchibo.de/mobilfunk-smartphone-tarife-c400035510.html             |        |
|  | TELCAT mobil               | Vodafone Deutschland                                               | 2008        |           | https://www.telcat.de/                                                        |        |
|  | TRUPHONE Deutschland       |                                                                    |             |           | https://www.truphone.com/de/                                                  |        |
|  | TürkeiSIM                  | Telefónica Deutschland                                             |             |           | https://www.turkei-sim.de/selfcare/static/page/start                          |        |
|  | variatel                   | Telekom Deutschland                                                | 2023        |           | https://variatel.de/                                                          | [ 46 ] |
|  | WhatsApp SIM               | Telefónica Deutschland                                             | 2014        |           | https://www.whatsappsim.de/                                                   | [ 47 ] |
|  | winSIM                     |                                                                    |             |           | https://www.winsim.de                                                         |        |
|  | □yourfone                  | Telefónica Deutschland                                             | 2012        |           | https://www.yourfone.de/                                                      |        |

## Grecia
Ecco i principali operatori virtuali greci:
|  | Operatore                            | Rete di appoggio | Anno inizio | Anno fine | Sito ufficiale                                                                              | Note   |
|  | ------------------------------------ | ---------------- | ----------- | --------- | ------------------------------------------------------------------------------------------- | ------ |
|  | Carrefour Mobile Ελλάδα              | Vodafone Ελλάδα  |             |           |                                                                                             |        |
|  | Ciao Mobile                          | COSMOTE          |             |           |                                                                                             |        |
|  | ΚαρτοInternet (KartoInternet)        | Vodafone Ελλάδα  |             |           |                                                                                             |        |
|  | Frog Mobile Marousi                  | COSMOTE          |             |           | https://www.frogmobile.gr/el/default.aspx Archiviato il 29 maggio 2020 in Internet Archive. |        |
|  | Olympiakos Prepay                    | Vodafone Ελλάδα  |             |           |                                                                                             |        |
|  | Q Card                               | Wind Hellas      |             |           | https://www.myq.gr/                                                                         |        |
|  | Tazamobile Ελλάδα                    | Vodafone Ελλάδα  |             |           | https://web.archive.org/web/20180712172015/http://tazamobile.com/taza/el/                   |        |
|  | Vodafone International Prepay Ελλάδα | Vodafone Ελλάδα  |             |           |                                                                                             |        |
|  | volton                               | Vodafone Ελλάδα  | 2022        |           | https://volton.gr                                                                           | [ 48 ] |
|  | What's Up? Mobile                    | COSMOTE          |             |           | https://www.whatsup.gr/                                                                     |        |
|  | Wind F2G/B-Free                      | Wind Hellas      |             |           |                                                                                             |        |
|  | Wind International                   | Wind Hellas      |             |           |                                                                                             |        |
|  | WiZiFi Greece                        |                  |             |           | http://www.wizifi.eu                                                                        |        |

## Irlanda
Ecco i principali operatori virtuali irlandesi:
|  | Operatore             | Rete di appoggio             | Anno inizio | Anno fine | Sito ufficiale                                                             | Note          |
|  | --------------------- | ---------------------------- | ----------- | --------- | -------------------------------------------------------------------------- | ------------- |
|  | 48                    | 3 Three Ireland              | 2020        |           | https://48.ie                                                              |               |
|  | 48 months             | O2 Ireland                   | 2012        | 2014      | https://www.48months.ie/ Archiviato il 29 agosto 2018 in Internet Archive. | [ 49 ]        |
|  | an post 4G            |                              |             |           | https://www.anpost.com/Mobile                                              |               |
|  | blueface              | 3 Three Ireland              |             |           | https://www.blueface.com/                                                  |               |
|  | Clear Mobile          | Vodafone Ireland             | 2021        |           | https://clearmobile.ie                                                     | [ 50 ]        |
|  | GoMo Ireland          | Eir                          | 2019        |           | https://gomo.ie/                                                           | [ 51 ] [ 52 ] |
|  | iD Mobile             | 3 Three Ireland              |             | 2018      |                                                                            |               |
|  | Lycamobile Ireland    | 3 Three Ireland              |             |           | https://www.lycamobile.ie/en/                                              |               |
|  | Postfone              | Vodafone Ireland             |             |           |                                                                            |               |
|  | Postmobile            |                              |             |           | https://web.archive.org/web/20180903061327/https://postmobile.ie/          |               |
|  | Tesco Mobile Ireland  | O2 Ireland / 3 Three Ireland |             |           | https://www.tescomobile.ie/                                                |               |
|  | Virgin Mobile Ireland | 3 Three Ireland              |             |           | https://www.virginmedia.ie/mobile/                                         |               |

## Islanda
Ecco i principali operatori virtuali islandesi:
|  | Operatore       | Rete di appoggio | Anno inizio | Sito ufficiale                    | Note |
|  | --------------- | ---------------- | ----------- | --------------------------------- | ---- |
|  | ICELANDAIR eSIM |                  |             | https://icelandair.breezesim.com/ |      |

## Kosovo
Ecco i principali operatori virtuali kosovari:
|  | Operatore          | Rete di appoggio | Anno inizio | Anno fine | Sito ufficiale | Note |
|  | ------------------ | ---------------- | ----------- | --------- | -------------- | ---- |
|  | Z Mobile (cessato) | Telecom Kosovo   |             | 2019      |                |      |

## Lettonia
Ecco i principali operatori virtuali della Lettonia:
|  | Operatore    | Rete di appoggio | Anno inizio | Anno fine | Sito ufficiale           | Note |
|  | ------------ | ---------------- | ----------- | --------- | ------------------------ | ---- |
|  | Amigo ZetCOM | LMT              |             |           | https://www.amigo.lv/lv/ |      |

## Lussemburgo
Ecco i principali operatori virtuali del Lussemburgo:
|  | Operatore                         | Rete di appoggio | Anno inizio | Anno fine | Sito ufficiale                   | Note |
|  | --------------------------------- | ---------------- | ----------- | --------- | -------------------------------- | ---- |
|  | Banana SIM                        | Post Telecom     |             |           | https://bananasim.com/en/        |      |
|  | Join Experience Mobile Luxembourg | Post Telecom     | 2014        | 2020      | https://joinexperience.com/fr-Lu |      |
|  | Transatel Mobile Luxembourg       |                  |             |           | https://www.transatel.com/fr/    |      |

## Macedonia del Nord
Ecco i principali operatori virtuali macedoni:
|  | Operatore             | Rete di appoggio       | Anno inizio | Anno fine | Sito ufficiale                | Note |
|  | --------------------- | ---------------------- | ----------- | --------- | ----------------------------- | ---- |
|  | Albafone              | ONE (Telekom Slonije)  | 2013        | 2015      |                               |      |
|  | Lycamobile Македонија | vip Network Македонија | 2016        |           | https://www.lycamobile.mk/mk/ |      |

## Malta
Ecco i principali operatori virtuali maltesi:
|  | Operatore          | Rete di appoggio | Anno inizio | Anno fine | Sito ufficiale                                                                           | Note   |
|  | ------------------ | ---------------- | ----------- | --------- | ---------------------------------------------------------------------------------------- | ------ |
|  | City Mobile        |                  | 2009        |           |                                                                                          | [ 53 ] |
|  | redtouch fone      | Vodafone Malta   |             |           | http://www.redtouch.com.mt/                                                              |        |
|  | Valletta FC Mobile | Vodafone Malta   | 2010        |           | http://vallettafc.net/valletta-mobile Archiviato il 24 gennaio 2021 in Internet Archive. | [ 54 ] |

## Norvegia
Ecco i principali operatori virtuali norvegesi:
|  | Operatore        | Rete di appoggio                   | Anno inizio | Anno fine | Sito ufficiale                                                           | Note   |
|  | ---------------- | ---------------------------------- | ----------- | --------- | ------------------------------------------------------------------------ | ------ |
|  | Chess Mobile     | Telia NetCom Norge                 | 2006        | 2018      | https://web.archive.org/web/20180715173853/https://beta.telia.no/chess   |        |
|  | Chilimobil       | Telenor Norge                      | 2012        |           | https://www.chilimobil.no/                                               |        |
|  | ice eSIM         |                                    |             |           | https://www.ice.no/produkt/esim/                                         |        |
|  | Lycamobile Norge | Telenor Norge e Telia NetCom Norge | 2009        |           | https://www.lyca-mobile.no/nor/                                          |        |
|  | MyCall Norway    |                                    | 2012        |           | https://mycall.no/                                                       |        |
|  | NiceMobil eSIM   |                                    | 2021        |           | https://www.nicemobil.no                                                 | [ 55 ] |
|  | release Mobile   |                                    |             | 2023      | https://release.no                                                       |        |
|  | Talkmore         | Telenor Norge                      |             |           | https://talkmore.no/mobilabonnement                                      |        |
|  | Komplett Mobil   | Telenor Norge                      | 2016        | 2019      | https://web.archive.org/web/20180625124423/https://www.komplett.no/mobil |        |
|  | Vipps Mobile     |                                    | 2020        | 2023      | https://vipps.no/vipps-mobil/                                            |        |

## Paesi Bassi
Ecco i principali operatori virtuali olandesi:
|  | Operatore                         | Rete di appoggio   | Anno inizio | 2ª Rete di appoggio | Anno fine | Sito ufficiale                                                                                               | Note   |
|  | --------------------------------- | ------------------ | ----------- | ------------------- | --------- | --- | ------ |
|  | AH Mobiel                         | KPN                |             |                     |           | https://www.ah.nl/over-ah/services/mobiel/prepaid-bellen Archiviato il 23 novembre 2016 in Internet Archive. |        |
|  | Aldi Talk Medion Mobile Nederland | KPN                |             |                     | 2022      | https://www.alditalk.nl/                                                                                     | [ 56 ] |
|  | *bliep                            |                    |             |                     |           | https://web.archive.org/web/20170602132119/https://www.bliep.nl/main                                         |        |
|  | BUDGET MOBIEL                     | KPN                | 2020        |                     |           | https://www.budgetthuis.nl/mobiel/                                                                           |        |
|  | dean one mobile                   |                    |             |                     |           | https://deanone.nl/diensten/dean-mobile/                                                                     |        |
|  | Delight Mobile Nederland          |                    |             |                     | 2017      | | [ 57 ] |
|  | Delta Mobile Zeeland              | T-Mobile Nederland | 2018        |                     |           | https://www.delta.nl/mobiel/                                                                                 |        |
|  | Deka Mobiel                       | Vodafone Nederland |             |                     |           | https://www.dekamarkt.nl/services/dekamobiel                                                                 |        |
|  | HEMA mobiel                       | KPN                |             |                     | 2022      | https://www.hematelefonie.nl                                                                                 | [ 58 ] |
|  | Keepgo Waalwijk                   |                    |             |                     |           | https://nl-store.keepgo.com/                                                                                 |        |
|  | Kruidvat Mobiel                   | KPN                |             |                     |           | https://www.kruidvat.nl/kruidvatmobiel?country=NL                                                            |        |
|  | Lebara Mobile Nederland           | KPN                | 2004        |                     |           | https://mobile.lebara.com/nl/nl/                                                                             |        |
|  | l·mobi mobile                     | KPN                |             |                     |           | https://l-mobimobile.nl                                                                                      |        |
|  | Lycamobile Nederland              | KPN                |             |                     |           | https://www.lycamobile.nl/nl/                                                                                |        |
|  | ortel MOBILE Nederland            | KPN                |             |                     |           | https://www.ortel.nl/en/                                                                                     |        |
|  | ROBIN mobile                      | KPN                |             |                     |           | https://www.robinmobile.nl/                                                                                  |        |
|  | Saily ESIM                        |                    | 2024        |                     |           | https://saily.com/                                                                                           | [ 59 ] |
|  | simpel                            | T-Mobile Nederland | 2014        |                     |           | https://www.simpel.nl                                                                                        |        |
|  | simyo Nederland                   | KPN                |             |                     |           | https://www.simyo.nl/                                                                                        |        |
|  | Solcon Mobiel                     | KPN                | 2017        |                     | 2019      | https://www.solcon.nl/particulier/bellen/mobiel/                                                             |        |
|  | Tele2 Mobiel Nederland 5G         | T-Mobile Nederland |             | KPN                 |           | https://www.tele2.nl/mobiel/                                                                                 |        |
|  | TELESUR Mobiel Nederland          |                    | 2008        |                     |           | https://www.telesur.nl                                                                                       |        |
|  | Telfort                           | KPN                |             |                     | 2019      | https://www.telfort.nl/                                                                                      |        |
|  | TRUPHONE Nederland                |                    |             |                     |           | https://www.truphone.com/nl/                                                                                 |        |
|  | Vectone Mobile Nederland          | KPN                | 2008        |                     | 2018      | |        |
|  | youfone Nederland                 | KPN                | 2008        |                     |           | https://www.youfone.nl                                                                                       |        |

## Polonia
Ecco i principali operatori virtuali polacchi:
|  | Operatore                | Rete di appoggio          | Anno inizio | 2ª Rete di appoggio                  | Anno inizio | Anno fine | Sito ufficiale                                                                                       | Note   |
|  | ------------------------ | ------------------------- | ----------- | ------------------------------------ | ----------- | --------- | --- | ------ |
|  | 36.6                     | Polkomtel Plus            |             |                                      |             |           | | [ 60 ] |
|  | a2mobile                 | Polkomtel Plus            | 2019        |                                      |             |           | https://a2mobile.pl/                                                                                 |        |
|  | arreks mobile            |                           |             |                                      |             |           | http://www.arreks.com.pl/                                                                            |        |
|  | Canal Plus Mobile        | Play P4                   | 2019        |                                      |             |           | https://pl.canalplus.com/internet-telefon/telefon?content=menu#tylko-telefon                         |        |
|  | caritas Łączy            |                           | 2020        |                                      |             |           | https://caritaslaczy.pl/oferta/                                                                      | [ 61 ] |
|  | CrossMobile 5G           | Polkomtel Plus            | 2022        |                                      |             |           | https://www.crossmobile.eu                                                                           |        |
|  | Cyfrowy Polsat           |                           | 2008        |                                      |             |           | |        |
|  | Diallo                   |                           | 2010        |                                      |             |           | | [ 62 ] |
|  | Euronet Telefon          | Polkomtel Plus            |             |                                      |             |           | https://www.euro-net.pl/internet/mobilny-lte/                                                        |        |
|  | Ezo Mobile               | Orange Polska             |             | Polska Telefonia Komórkowa Centertel |             |           | [ collegamento interrotto ]                                                                          |        |
|  | FAKT mobile              | Play P4                   | 2015        |                                      |             |           | https://www.faktmobile.pl/                                                                           |        |
|  | FM GROUP Mobile          | Polkomtel Plus            |             |                                      |             |           | https://fmmobile.pl/                                                                                 |        |
|  | FONIA Mobile Warszawa    | Polkomtel Plus            | 2022        |                                      |             |           | https://fonia.app                                                                                    |        |
|  | GIGA Internet mobile     |                           |             |                                      |             |           | https://www.gigainternet.pl/?page=oferta&sub=telefonmobilny                                          |        |
|  | Globitel MOBILE          | Polkomtel Plus            |             |                                      |             |           | https://globitelmobile.pl Archiviato il 16 dicembre 2019 in Internet Archive.                        |        |
|  | heyah                    | T-Mobile Polska           | 2004        |                                      |             |           | https://www.heyah.pl                                                                                 |        |
|  | HERoo MOBILE             | T-Mobile Polska           | 2020        |                                      |             |           | https://heroo.pl                                                                                     |        |
|  | HOME NET Technologies    | Polkomtel Plus            |             |                                      |             |           | https://www.home-net.pl/telefon-gsm                                                                  |        |
|  | Inea                     | Orange Polska             |             |                                      |             |           | https://www.inea.pl/                                                                                 |        |
|  | inwep                    | Polkomtel Plus            |             |                                      |             |           | http://www.inwep.pl/telefon-komorkowy/                                                               |        |
|  | IZZI na kartę Mobile     | Play P4                   | 2015        |                                      |             |           | http://izzinakarte.pl/                                                                               |        |
|  | JAMBOX mobile            | Polkomtel Plus            | 2018        |                                      |             |           | https://www.jambox.pl/mobile                                                                         |        |
|  | KLUCZ Mobile             | Polkomtel Plus            | 2013        |                                      |             |           | https://www.klucz.net/                                                                               |        |
|  | Korbank Mobile           | Polkomtel Plus            |             | Orange Polska                        |             |           | https://korbank.pl                                                                                   |        |
|  | Lajt Mobile              | Polkomtel Plus            |             |                                      |             |           | https://lajtmobile.pl/                                                                               |        |
|  | Lebara Mobile Polska     | Polkomtel Plus            | 2013        |                                      |             | 2015      | |        |
|  | Leon Telekom             | Polkomtel Plus            | 2018        |                                      |             |           | https://www.leon.pl/telefon-komorkowy/                                                               |        |
|  | Lycamobile Polska        | Polkomtel Plus            | 2011        |                                      |             |           | https://www.lycamobile.pl/po/                                                                        |        |
|  | metroport                | Orange Polska             |             |                                      |             |           | https://metroport.pl/usluga/telefonia-mobilna/                                                       |        |
|  | MNI                      | Orange Polska             |             |                                      |             |           | |        |
|  | Mobile Vikings Polska    | Play P4 e T-Mobile Polska | 2013        |                                      |             |           | https://mobilevikings.pl/en/                                                                         | [ 63 ] |
|  | MOICO                    | T-Mobile Polska           | 2011        |                                      |             |           | https://moico.pl                                                                                     |        |
|  | multiMOBILE              |                           |             |                                      |             |           | |        |
|  | multiMedia Polska Mobile | Polkomtel Plus            | 2014        |                                      |             |           | https://www.multimedia.pl/                                                                           |        |
|  | namaste mobile           | Polkomtel Plus            | 2022        |                                      |             |           | https://asta-net.pl/namaste                                                                          |        |
|  | nc+ Mobile               |                           |             |                                      |             |           | https://ncplus.pl/                                                                                   |        |
|  | Netia                    | Play P4                   |             |                                      |             |           | https://www.netia.pl/oferta-dom/telefon.html                                                         |        |
|  | NEXT MVNO                | Polkomtel Plus            |             |                                      |             |           | https://mvno.nextmobile.pl Archiviato il 28 ottobre 2021 in Internet Archive.                        |        |
|  | NJU. mobile              | Orange Polska             | 2013        |                                      |             |           | https://www.njumobile.pl                                                                             |        |
|  | novum Telekomunikacja    | Polkomtel Plus            |             |                                      |             |           | https://t-novum.pl/                                                                                  |        |
|  | Otvarta Łódź             | Polkomtel Plus            |             |                                      |             |           | https://otvarta.pl/                                                                                  |        |
|  | PHOX                     | Polkomtel Plus            | 2023        |                                      |             |           | https://phox.pl                                                                                      |        |
|  | Plush                    | Polkomtel Plus            | 2014        |                                      |             |           | https://www.plushbezlimitu.pl/                                                                       |        |
|  | POGOŃ mobile             | Polkomtel Plus            | 2019        |                                      |             |           | https://pogonmobile.pl/                                                                              | [ 64 ] |
|  | PolishWiFi Play          | Play P4                   |             |                                      |             |           | https://polishwifi.com/                                                                              |        |
|  | premium MOBILE           | Polkomtel Plus            |             |                                      |             |           | https://premiummobile.pl/                                                                            |        |
|  | Rebtel Mobile Polska     | Polkomtel Plus            | 2018        |                                      |             | 2019      | https://www.rebtel.com/en/                                                                           | [ 65 ] |
|  | Red Bull Mobile Polska   | T-Mobile Polska           | 2023        | Play P4                              | 2011        |           | https://www.redbullmobile.pl/                                                                        |        |
|  | SAMI SWOI Mobile         | Polkomtel Plus            |             |                                      |             |           | https://web.archive.org/web/20140105023409/https://m.przekazypieniezne.com/                          |        |
|  | SAT FILM                 |                           |             |                                      |             |           | https://satfilm.pl/                                                                                  |        |
|  | Sferia                   |                           |             |                                      |             |           | https://www.sferia.pl/ Archiviato il 21 ottobre 2017 in Internet Archive.                            |        |
|  | Simfonia                 | Orange Polska             | 2007        |                                      |             | 2015      | |        |
|  | SKYNET                   | Polkomtel Plus            |             |                                      |             |           | https://skynet.net.pl/klienci-indywidualni/telefon-stacjonarny/                                      |        |
|  | telepin mobi             |                           |             |                                      |             |           | https://web.archive.org/web/20180403023559/http://telepin.pl/mobi/?page=pre_strona-glowna            |        |
|  | TelestrAda               | Orange Polska             |             |                                      |             |           | https://www.telestrada.pl/telefonia-komorkowa/156 Archiviato il 21 ottobre 2020 in Internet Archive. |        |
|  | Telewizja Kablowa Chopin |                           | 2015        |                                      |             |           | https://tkchopin.pl/telefon-mobilny.html Archiviato il 18 giugno 2021 in Internet Archive.           |        |
|  | telgam                   | Play P4                   |             |                                      |             |           | https://www.telgam.pl/                                                                               |        |
|  | TOYA mobilna             | Orange Polska             |             |                                      |             |           | https://toya.net.pl/mobilna                                                                          |        |
|  | TRUPHONE Polska          | Play P4                   |             |                                      |             |           | https://www.truphone.com/pl/                                                                         |        |
|  | tu                       | T-Mobile Polska           | 2009        |                                      |             |           | https://www.tubiedronka.pl                                                                           |        |
|  | UNIVERSAL MOBILE         |                           |             |                                      |             |           | http://universalmobile.pl/                                                                           |        |
|  | UPC Poland               | Play P4                   | 2019        |                                      |             |           | https://www.upc.pl/telefon/uslugi-komorkowe-dla-klientow/                                            |        |
|  | Vectone Mobile Polska    | T-Mobile Polska           | 2015        |                                      |             | 2015      | | [ 66 ] |
|  | Vectra                   | Play P4                   | 2016        |                                      |             |           | https://beta.vectra.pl/telefon                                                                       | [ 67 ] |
|  | Virgin Mobile Polska     | Play P4 e T-Mobile Polska | 2012        |                                      |             |           | https://virginmobile.pl/                                                                             |        |
|  | Viva! Mobile             |                           |             |                                      |             |           | https://vivamobile.pl/                                                                               |        |
|  | VOICE NET                |                           |             |                                      |             |           | https://www.voice-net.pl/telefon Archiviato il 9 maggio 2021 in Internet Archive.                    |        |
|  | w naszej Rodzinie        | Polkomtel Plus            |             |                                      |             |           | http://polskiesiecicyfrowe.pl/oferta/                                                                |        |

## Portogallo
Ecco i principali operatori virtuali portoghesi:
|  | Operatore               | Rete di appoggio            | Anno inizio | Anno fine | Sito ufficiale                                                                                          | Note   |
|  | ----------------------- | --------------------------- | ----------- | --------- | --- | ------ |
|  | amigo Móvel             | Vodafone Portugal           | 2023        |           | https://www.oteuamigo.pt/amigo.html                                                                     | [ 68 ] |
|  | Continente Mobile       | NOS                         |             |           | |        |
|  | Delight Mobile Portugal |                             |             | 2017      | |        |
|  | DIGI Móvel Portugal 5G  |                             | 2024        |           | https://www.digi.pt/tarifarios-telemovel/                                                               | [ 69 ] |
|  | Lycamobile Portugal     | Vodafone Portugal           | 2012        |           | https://www.lycamobile.pt/por/                                                                          |        |
|  | moche Móvel             | Portugal Telecom altice MEO |             |           | https://www.moche.pt/                                                                                   |        |
|  | nowo Móvel              | Portugal Telecom altice MEO | 2016        |           | https://web.archive.org/web/20180722082522/http://www.nowo.pt/nowo-no-movel                             |        |
|  | Oni Telecom             | Portugal Telecom altice MEO |             |           | |        |
|  | Phone-ix CTT Móvel      | Portugal Telecom altice MEO | 2007        | 2019      | https://web.archive.org/web/20180729203925/http://www.phone-ix.pt/fephn/wcmservlet/site/open/index.html |        |
|  | Talk Talk Mobile        | NOS                         |             |           | |        |
|  | UZO Low-Cost            | Portugal Telecom altice MEO |             |           | https://www.uzo.pt/pt/pagina.uzo                                                                        |        |
|  | Vectone Mobile Portugal |                             | 2017        | 2018      | https://web.archive.org/web/20190124073422/https://www.vectonemobile.pt/                                | [ 70 ] |
|  | VVOO Móvel              | NOS                         | 2020        |           | https://www.woo.pt/                                                                                     | [ 71 ] |
|  | wtf                     | NOS                         |             |           | https://www.wtf.pt/#home                                                                                |        |
|  | YORN                    | Vodafone Portugal           |             |           | https://www.yorn.net/yorn/index.html                                                                    |        |
|  | Zon Mobile              | Vodafone Portugal           |             |           | |        |

## Regno Unito
Ecco i principali operatori virtuali del Regno Unito:
|  | Operatore                             | Rete di appoggio                           | Anno inizio | 2ª Rete di appoggio | Anno inizio | 3ª Rete di appoggio | Anno inizio | Anno fine | Sito ufficiale | Note          |
|  | ------------------------------------- | ------------------------------------------ | ----------- | ------------------- | ----------- | ------------------- | ----------- | --------- | --- | ------------- |
|  | 1pMobile                              | EE (BT Group)                              |             |                     |             |                     |             |           | https://www.1pmobile.com/                                                                                              |               |
|  | 360Coms group Telecom                 | Vodafone U.K.                              |             |                     |             |                     |             |           | https://www.360coms.co.uk                                                                                              |               |
|  | AfriMobile                            | 3 Three U.K.                               |             |                     |             |                     |             |           | https://web.archive.org/web/20180323234635/http://www.afrimobile.co.uk/                                                |               |
|  | Anywhere Care Ownfone                 | Vodafone U.K.                              |             |                     |             |                     |             |           | | [ 72 ]        |
|  | Airwave Smart Mobile                  | EE (BT Group)                              |             |                     |             |                     |             |           | | [ 73 ]        |
|  | AlwaysOnline Wireless                 | 3 Three U.K.                               |             |                     |             |                     |             |           | https://alwaysonlinewireless.com/ Archiviato il 22 settembre 2020 in Internet Archive.                                 |               |
|  | Anywhere Sim                          | O2, Vodafone U.K., EE BT Group, Three U.K. |             |                     |             |                     |             |           | https://anywheresim.com/                                                                                               |               |
|  | Asda mobile Leeds                     | Vodafone U.K.                              | 2021        | EE (BT Group)       | 2014        |                     |             |           | https://mobile.asda.com/                                                                                               | [ 74 ]        |
|  | Auracall Travel Talk                  | EE (BT Group)                              |             |                     |             |                     |             |           | https://www.traveltalksim.com/ Archiviato il 7 ottobre 2018 in Internet Archive.                                       |               |
|  | Axis Telecom Mobile                   | EE (BT Group)                              |             |                     |             |                     |             |           | http://axisforbusiness.co.uk/ Archiviato il 22 marzo 2018 in Internet Archive.                                         |               |
|  | Banana Mobile                         | EE (BT Group)                              |             |                     |             |                     |             | 2015      | |               |
|  | Bemilo                                | Vodafone U.K.                              |             |                     |             |                     |             | 2016      | |               |
|  | BT Mobile                             | EE (BT Group)                              |             |                     |             |                     |             |           | https://www.productsandservices.bt.com/mobile/                                                                         |               |
|  | C4C Mobile                            | O2                                         |             |                     |             |                     |             |           | https://www.c4cmobile.com/                                                                                             |               |
|  | Candy Telecom                         | Vodafone U.K.                              |             |                     |             |                     |             | 2017      | |               |
|  | Champions Mobile                      | O2                                         |             |                     |             |                     |             |           | http://www.championsmobile.co.uk/ Archiviato il 14 luglio 2018 in Internet Archive.                                    |               |
|  | CINOS Mobile                          | EE (BT Group)                              | 2021        |                     |             |                     |             |           | https://www.cinos.net/our-solutions/managed-services/connectivity/cinos-mobile/                                        |               |
|  | CM Link U.K.                          | EE (BT Group)                              | 2017        |                     |             |                     |             |           | https://mobile.cmlink.com/uk/en/index.html                                                                             | [ 75 ]        |
|  | CTExcel                               | EE (BT Group)                              |             |                     |             |                     |             |           | https://www.ctexcel.com/indextemp.jsp                                                                                  |               |
|  | C Uniq Mobile U.K.                    | O2                                         | 2016        |                     |             |                     |             | 2020      | https://www.cuniq.com/uk                                                                                               | [ 76 ]        |
|  | Delight Mobile U.K.                   | EE (BT Group)                              |             |                     |             |                     |             | 2017      | https://www.delightmobile.co.uk/                                                                                       |               |
|  | Dialog Vizz                           | Vodafone U.K.                              |             |                     |             |                     |             | 2015      | |               |
|  | easySim eSIM                          |                                            | 2023        |                     |             |                     |             |           | https://www.easysim.global/                                                                                            |               |
|  | Econet Mobile                         | EE (BT Group)                              |             |                     |             |                     |             |           | https://www.econetwireless.co.uk/                                                                                      |               |
|  | Economy Mobile                        | EE (BT Group)                              |             |                     |             |                     |             | 2019      | https://web.archive.org/web/20180113093028/https://www.economymobile.co.uk/                                            |               |
|  | Ecotalk                               | 3 Three U.K.                               |             |                     |             |                     |             |           | https://www.ecotalk.co.uk/                                                                                             |               |
|  | eSIM 5G                               |                                            | 2020        |                     |             |                     |             |           | https://www.esim.net                                                                                                   |               |
|  | ETS Mobile                            | EE (BT Group)                              |             |                     |             |                     |             |           | http://www.etscommunications.co.uk/                                                                                    |               |
|  | Family Mobile                         | EE (BT Group)                              |             |                     |             |                     |             | 2015      | |               |
|  | FlexiFone eSIM                        | EE (BT Group)                              | 2023        | 3 Three U.K.        | 2023        | O2                  | 2023        |           | https://flexifone.co.uk/                                                                                               |               |
|  | FreedomPop U.K.                       | 3 Three U.K.                               |             |                     |             |                     |             |           | https://uk.freedompop.com/uk?experience=organic.default                                                                |               |
|  | Fonome Mobile                         | O2                                         |             |                     |             |                     |             | 2019      | https://web.archive.org/web/20190123233415/https://fonome.com/                                                         |               |
|  | Forever Group                         | O2                                         |             |                     |             |                     |             | 2019      | https://www.forever-group.co.uk/                                                                                       |               |
|  | Gamma Telecom                         | 3 Three U.K.                               |             |                     |             |                     |             |           | https://www.gamma.co.uk/                                                                                               |               |
|  | giffgaff 5G                           | O2                                         |             |                     |             |                     |             |           | https://www.giffgaff.com/                                                                                              |               |
|  | Gist Mobile                           |                                            |             |                     |             |                     |             |           | https://www.gistmobile.com                                                                                             | [ 77 ]        |
|  | Go Mobile                             | EE (BT Group)                              |             |                     |             |                     |             |           | https://www.gomobile.co.uk/                                                                                            |               |
|  | GT Mobile                             | EE (BT Group)                              |             |                     |             |                     |             | 2016      | |               |
|  | hmd. mobile                           | EE (BT Group)                              | 2021        |                     |             |                     |             |           | https://www.hmdglobal.com/consumer-hmd-mobile                                                                          | [ 78 ] [ 79 ] |
|  | Honest Mobile                         | 3 Three U.K.                               |             |                     |             |                     |             |           | https://honestmobile.co.uk                                                                                             | [ 80 ]        |
|  | iCard Mobile                          | Vodafone U.K.                              |             |                     |             |                     |             | 2017      | |               |
|  | iD Mobile 5G (Dixons Carphone Group)  | 3 Three U.K.                               | 2015        |                     |             |                     |             |           | https://www.idmobile.co.uk/                                                                                            |               |
|  | Kontakt Mobile                        | Vodafone U.K.                              |             |                     |             |                     |             | 2016      | |               |
|  | Lebara Mobile U.K.                    | Vodafone U.K.                              | 2009        |                     |             |                     |             |           | https://mobile.lebara.com/gb/en/                                                                                       |               |
|  | LIFE Mobile                           | EE (BT Group)                              |             |                     |             |                     |             | 2016      | |               |
|  | Lycamobile U.K. 5G                    | O2                                         | 2010        |                     |             |                     |             |           | https://web.archive.org/web/20180315004528/https://www.lycamobile.co.uk/en/                                            | [ 81 ]        |
|  | Lomo Mobile                           | EE (BT Group)                              |             |                     |             |                     |             | 2017      | |               |
|  | Meem Mobile                           | EE (BT Group)                              |             |                     |             |                     |             |           | https://meemmobile.com/                                                                                                |               |
|  | Mobile by Sainsbury's                 | Vodafone U.K.                              |             |                     |             |                     |             | 2016      | |               |
|  | Mobilek                               | O2                                         |             |                     |             |                     |             | 2017      | |               |
|  | mobius NETWORKS Leicester             | 3 Three U.K.                               | 2004        |                     |             |                     |             |           | https://www.mobiusnetworks.co.uk/                                                                                      |               |
|  | Natterbox                             | EE (BT Group)                              |             |                     |             |                     |             |           | https://www.natterbox.com/                                                                                             |               |
|  | NordTelekom                           | EE (BT Group)                              |             |                     |             |                     |             |           | https://www.nordtelekom.co.uk/ Archiviato il 26 giugno 2018 in Internet Archive.                                       |               |
|  | Now PAYG                              | EE (BT Group)                              |             |                     |             |                     |             |           | https://www.nowpayg.co.uk/                                                                                             |               |
|  | Pebble Network Mobile                 | O2                                         |             |                     |             |                     |             |           | https://pebblenetwork.ltd.uk/simonly                                                                                   |               |
|  | PG Mobile                             | 3 Three U.K.                               |             |                     |             |                     |             | 2016      | |               |
|  | Plusnet Mobile                        | EE (BT Group)                              | 2016        |                     |             |                     |             |           | https://www.plus.net/                                                                                                  |               |
|  | Pop it MOBILE Yorkshire               | EE (BT Group)                              | 2021        |                     |             |                     |             |           | https://popitmobile.co.uk/(S(wl5ttdr2hlvc33oesskxdojc))/default.aspx Archiviato il 29 luglio 2021 in Internet Archive. |               |
|  | Post Office Mobile                    | EE (BT Group)                              |             |                     |             |                     |             | 2016      | |               |
|  | Revolut Mobile eSIM                   |                                            | 2024        |                     |             |                     |             |           | https://www.revolut.com/esim/                                                                                          | [ 82 ]        |
|  | Rok Mobile                            | 3 Three U.K.                               |             |                     |             |                     |             |           | https://rokmobile.com/ Archiviato il 1º settembre 2018 in Internet Archive.                                            |               |
|  | RWG Mobile                            | 3 Three U.K.                               |             |                     |             |                     |             |           | https://rwgmobile.wales                                                                                                |               |
|  | Shebang                               | 3 Three U.K.                               |             |                     |             |                     |             | 2015      | |               |
|  | Sky Mobile                            | O2                                         | 2016        |                     |             |                     |             |           | https://www.sky.com/shop/mobile                                                                                        |               |
|  | SMARTY                                | 3 Three U.K.                               |             |                     |             |                     |             |           | https://smarty.co.uk/                                                                                                  |               |
|  | spusu U.K.                            | EE (BT Group)                              | 2023        |                     |             |                     |             |           | https://www.spusu.com/                                                                                                 | [ 83 ] [ 84 ] |
|  | Superdrug Mobile                      | 3 Three U.K.                               | 2018        |                     |             |                     |             |           | https://www.superdrugmobile.com/                                                                                       |               |
|  | Talk Home Mobile                      | EE (BT Group)                              |             |                     |             |                     |             |           | https://talkhome.co.uk/mobile/ Archiviato il 12 aprile 2018 in Internet Archive.                                       |               |
|  | Talkmobile                            | Vodafone U.K.                              |             |                     |             |                     |             |           | https://talkmobile.co.uk/                                                                                              |               |
|  | TalkTalk Mobile                       | O2                                         |             |                     |             |                     |             |           | https://www.talktalk.co.uk/shop/                                                                                       |               |
|  | To The Moon Mobile                    | EE (BT Group)                              | 2020        |                     |             |                     |             |           | https://tothemoonmobile.com                                                                                            |               |
|  | Telfoni                               | 3 Three U.K.                               |             |                     |             |                     |             |           | https://telfoni.com/                                                                                                   |               |
|  | tello mobile                          | 3 Three U.K.                               |             |                     |             |                     |             | 2018      | https://tello.com/ |               |
|  | Tesco Mobile U.K.                     | O2                                         |             |                     |             |                     |             |           | https://www.tescomobile.com/                                                                                           |               |
|  | The People's Operator TPO Mobile      | 3 Three U.K.                               |             |                     |             |                     |             | 2019      | https://www.thepeoplesoperator.com/                                                                                    | [ 85 ]        |
|  | The Phone Co-op                       | EE (BT Group) e Vodafone U.K.              |             |                     |             |                     |             |           | https://www.thephone.coop/                                                                                             |               |
|  | toggle mobile                         | O2                                         |             |                     |             |                     |             |           | https://web.archive.org/web/20180330031624/http://www.togglemobile.co.uk/home/en                                       |               |
|  | TRUPHONE U.K.                         | EE (BT Group)                              | 2022        | O2                  | 2017        | Vodafone U.K.       | 2010        |           | https://www.truphone.com                                                                                               | [ 86 ]        |
|  | U2i Mobile                            | EE (BT Group)                              |             |                     |             |                     |             | 2017      | https://web.archive.org/web/20180118102232/http://u2imobile.uk/                                                        |               |
|  | UK Globe                              | EE (BT Group)                              |             |                     |             |                     |             | 2016      | |               |
|  | UK TELL London                        | EE (BT Group)                              | 2021        |                     |             |                     |             |           | https://uktell.co.uk                                                                                                   |               |
|  | UTILITY WAREHOUSE Telecom Plus Mobile | EE (BT Group)                              |             |                     |             |                     |             |           | https://www.utilitywarehouse.co.uk/services/mobile                                                                     |               |
|  | Vectone Mobile U.K.                   | EE (BT Group)                              | 2009        |                     |             |                     |             |           | https://www.vectonemobile.co.uk/ Archiviato il 24 febbraio 2018 in Internet Archive.                                   |               |
|  | velo.tel Mobile                       | EE (BT Group)                              | 2022        |                     |             |                     |             |           | https://velo.tel | [ 87 ]        |
|  | Virgin Mobile 5G                      | Vodafone U.K.                              | 2021        | EE (BT Group)       |             |                     |             |           | https://www.virginmedia.com/mobile/sim-only/pay-monthly-sim?contractDuration=12&tariffID=1499501712                    |               |
|  | Vivio                                 | Vodafone U.K.                              |             |                     |             |                     |             |           | https://www.vivio.co.uk/                                                                                               |               |
|  | VOXI 5G                               | Vodafone U.K.                              |             |                     |             |                     |             |           | https://www.voxi.co.uk/                                                                                                |               |
|  | White Mobile                          | EE (BT Group)                              |             |                     |             |                     |             |           | https://www.whitecalling.com/                                                                                          |               |
|  | W¡ZZ Mobile eSIM data roaming         |                                            | 2023        |                     |             |                     |             |           | https://wizzair.com/en-gb/information-and-services/partner-services/esim-data-roaming                                  | [ 88 ]        |
|  | xln business                          | 3 Three U.K.                               | 2009        |                     |             |                     |             |           | https://www.xln.co.uk/products/business-mobile-data-sims                                                               |               |
|  | Z zevvle Mobile                       | EE (BT Group)                              | 2020        |                     |             |                     |             | 2023      | https://zevvle.com | [ 89 ]        |

## Rep. Ceca
Ecco i principali operatori virtuali cechi:
|  | Operatore                      | Rete di appoggio         | Anno inizio | 2ª Rete di appoggio      | Anno fine | Sito ufficiale                                                                                     | Note                    |
|  | ------------------------------ | ------------------------ | ----------- | ------------------------ | --------- | -------------------------------------------------------------------------------------------------- | ----------------------- |
|  | 3ton.eu                        | T-Mobile Česká Republika | 2014        |                          |           | https://3ton.cz Archiviato il 9 marzo 2022 in Internet Archive.                                    |                         |
|  | 4 M Rožnov                     | Vodafone Česká Republika |             |                          |           | https://www.4mroznov.cz/                                                                           |                         |
|  | 99mobile                       | T-Mobile Česká Republika | 2013        |                          |           | https://www.99mobile.cz/ Archiviato il 30 agosto 2018 in Internet Archive.                         |                         |
|  | Abiotel                        | Vodafone Česká Republika |             |                          |           | http://www.abiotel.cz/                                                                             |                         |
|  | AIM Mobil                      | T-Mobile Česká Republika | 2013        |                          |           | https://www.a1m.cz/                                                                                |                         |
|  | ALIGATOR Telecom Mobil         | T-Mobile Česká Republika |             |                          |           | https://www.aligator.cz                                                                            |                         |
|  | AQUA Mobil                     | Vodafone Česká Republika | 2013        |                          |           | http://www.moravanet.cz/aqua-mobil                                                                 |                         |
|  | Axfone                         | T-Mobile Česká Republika | 2013        |                          |           | https://www.axfone.cz/                                                                             |                         |
|  | Azor Mobil                     | T-Mobile Česká Republika | 2014        |                          | 2016      | http://www.azor.cz/                                                                                |                         |
|  | BLESKMobil                     | O2 Česká Republika       | 2012        |                          |           | https://bleskmobil.blesk.cz/                                                                       | [ 90 ]                  |
|  | BrnkačkaTEL                    | T-Mobile Česká Republika | 2014        |                          |           | https://www.brnkackatel.cz/                                                                        |                         |
|  | BTS Mobil                      | T-Mobile Česká Republika | 2014        |                          |           | |                         |
|  | CallPro                        | T-Mobile Česká Republika | 2013        |                          |           | https://www.callpro.cz                                                                             |                         |
|  | CDT-MOBIL                      | Vodafone Česká Republika | 2013        |                          |           | |                         |
|  | Centropol Telecom              | Vodafone Česká Republika | 2013        |                          |           | https://www.centropol.cz/domacnost/volani                                                          |                         |
|  | CHACHARMOBIL                   | T-Mobile Česká Republika | 2014        |                          | 2016      | |                         |
|  | Connectica                     | T-Mobile Česká Republika | 2013        | Vodafone Česká Republika |           | https://tarify.connectica.cz/q.html                                                                |                         |
|  | COOP Mobil Česká Republika     | Vodafone Česká Republika | 2013        |                          |           | https://www.coopmobil.cz                                                                           |                         |
|  | Corasta                        | Vodafone Česká Republika | 2013        |                          |           | https://www.corasta.cz/cz/portal/virtualni-operator/cenik/                                         |                         |
|  | Dragon Mobil                   | T-Mobile Česká Republika | 2013        |                          |           | https://www.dragon.cz                                                                              |                         |
|  | Emea Telecom                   |                          | 2014        |                          |           | https://emea.cz                                                                                    | [ 91 ]                  |
|  | Emtéčko                        | O2 Česká Republika       | 2014        |                          |           | https://www.emtecko.cz/trz/Default.aspx                                                            |                         |
|  | EriMobile                      | Vodafone Česká Republika | 2014        |                          |           | https://erishop.cz/katalog/erimobile                                                               |                         |
|  | Euro Operátor                  | Vodafone Česká Republika | 2013        |                          |           | http://www.eurooperator.cz/                                                                        | [ 92 ] [ 93 ]           |
|  | Fast Mobile                    | T-Mobile Česká Republika | 2014        |                          |           | https://www.fastmobile.eu/ Archiviato il 15 settembre 2018 in Internet Archive.                    |                         |
|  | FAYN                           | Vodafone Česká Republika | 2013        |                          |           | https://www.fayn.cz                                                                                |                         |
|  | GoMobil                        | T-Mobile Česká Republika | 2013        |                          |           | https://www.gomobil.cz/                                                                            | [ 94 ]                  |
|  | ha-loo mobil                   | T-Mobile Česká Republika | 2013        |                          |           | https://www.ha-loo.cz/                                                                             |                         |
|  | innogy Mobil                   | T-Mobile Česká Republika |             |                          |           | https://www.volejtesinnogy.cz/                                                                     |                         |
|  | KAKTUS Mobil                   | T-Mobile Česká Republika | 2012        |                          |           | https://www.mujkaktus.cz/homepage                                                                  | [ 95 ]                  |
|  | Klokanmobil                    | Vodafone Česká Republika | 2013        |                          |           | https://klokanmobil.cz/                                                                            |                         |
|  | Koruna Mobil                   |                          |             |                          |           | https://www.korunamobil.cz/ Archiviato il 23 agosto 2018 in Internet Archive.                      |                         |
|  | KT mobil                       | Vodafone Česká Republika | 2013        |                          |           | http://www.ktcz.eu/mobil                                                                           |                         |
|  | Lama mobile                    | T-Mobile Česká Republika | 2013        |                          |           | https://novadigitv.cz/lama-mobile/                                                                 |                         |
|  | Levná simka                    | T-Mobile Česká Republika | 2015        |                          |           | |                         |
|  | MATERNA                        | Vodafone Česká Republika | 2013        |                          | 2016      | http://www.maternacz.com/ Archiviato il 30 agosto 2018 in Internet Archive.                        |                         |
|  | Metronet                       | T-Mobile Česká Republika | 2013        |                          |           | https://www.metronet.cz/                                                                           |                         |
|  | Miracle Tele                   |                          | 2019        |                          |           | https://web.archive.org/web/20190201065638/https://miracletele.com/                                |                         |
|  | Mikrotech                      | Vodafone Česká Republika | 2013        |                          | 2016      | http://www.mikrotech.cz/                                                                           |                         |
|  | Mobil.cz MAFRA                 | T-Mobile Česká Republika | 2013        |                          |           | https://www.mobil.cz/                                                                              |                         |
|  | MOBIL21                        | T-Mobile Česká Republika | 2013        |                          |           | https://www.mobil21.cz/                                                                            |                         |
|  | Mobil od ČEZ                   | O2 Česká Republika       | 2013        |                          |           | https://www.cez.cz/cs/mobil.html                                                                   |                         |
|  | Nej Mobil                      | T-Mobile Česká Republika | 2013        |                          |           | https://www.nej.cz/mobil/                                                                          |                         |
|  | Odorik.cz VoIPMobile           | T-Mobile Česká Republika | 2013        |                          |           | http://www.odorik.cz/                                                                              |                         |
|  | OpenCall Mobile                | O2 Česká Republika       | 2013        |                          |           | https://opencall.cz/                                                                               |                         |
|  | oskarta                        | T-Mobile Česká Republika | 2013        |                          |           | https://www.oskarta.cz                                                                             |                         |
|  | Palmafone                      | T-Mobile Česká Republika | 2013        |                          | 2016      | http://www.palmafone.cz/                                                                           |                         |
|  | Plus4U                         | T-Mobile Česká Republika | 2014        |                          |           | https://www.plus4u.net/                                                                            |                         |
|  | PODA Mobil                     | T-Mobile Česká Republika | 2013        |                          |           | http://www.poda.cz/index.php/cz/domacnosti/mobil Archiviato il 31 agosto 2018 in Internet Archive. |                         |
|  | PRE Mobil                      | T-Mobile Česká Republika |             |                          |           | https://web.archive.org/web/20150926044624/https://www.pre.cz/cs/domacnosti/premobil/              |                         |
|  | Private Mobile                 | Vodafone Česká Republika | 2014        |                          |           | | [ 96 ]                  |
|  | První mobil                    | T-Mobile Česká Republika | 2014        |                          |           | | [ 97 ]                  |
|  | Quadruple                      | Vodafone Česká Republika | 2013        |                          |           | https://www.q-cz.cz/#volani                                                                        |                         |
|  | Relax Mobil                    | T-Mobile Česká Republika | 2013        |                          |           | https://www.relaxmobil.cz/                                                                         | [ 98 ]                  |
|  | reteMOBILE                     | O2 Česká Republika       | 2014        |                          |           | |                         |
|  | RIGHT Mobile                   | T-Mobile Česká Republika | 2014        |                          |           | |                         |
|  | RWE Mobil                      | T-Mobile Česká Republika | 2013        |                          |           | |                         |
|  | SAZKAmobil                     | Vodafone Česká Republika | 2014        |                          |           | https://www.sazkamobil.cz/                                                                         | [ 99 ]                  |
|  | Skyfone                        | Vodafone Česká Republika | 2014        |                          |           | https://www.skyfone.cz/ Archiviato il 1º settembre 2018 in Internet Archive.                       |                         |
|  | Šlágr Mobil                    | T-Mobile Česká Republika | 2014        |                          | 2019      | http://www.slagrmobil.cz/                                                                          | [ 100 ]                 |
|  | StarTEL                        | T-Mobile Česká Republika | 2013        |                          |           | https://www.starnet.cz/startel/                                                                    | [ 101 ]                 |
|  | Studentfone                    | Vodafone Česká Republika | 2013        |                          | 2016      | http://studentfone.cz                                                                              | [ 102 ] [ 103 ] [ 104 ] |
|  | Telestica                      | T-Mobile Česká Republika | 2013        |                          |           | https://www.telestica.cz/                                                                          |                         |
|  | TESCO Mobil Česká Republika    | O2 Česká Republika       | 2013        |                          |           | https://www.tescomobile.cz/                                                                        |                         |
|  | Vectone Mobile Česká Republika | T-Mobile Česká Republika | 2015        |                          | 2018      | https://web.archive.org/web/20180808122400/http://vectonemobile.cz/                                | [ 105 ]                 |
|  | VietCall                       | Vodafone Česká Republika | 2013        |                          |           | https://web.archive.org/web/20180908202406/http://www.vietcall.cz/                                 |                         |
|  | Vinatel                        | O2 Česká Republika       | 2014        |                          |           | http://www.vinatel.cz/index-vi.html                                                                |                         |
|  | voo call                       | T-Mobile Česká Republika | 2013        |                          |           | https://www.voocall.cz/ Archiviato il 28 agosto 2018 in Internet Archive.                          | [ 106 ]                 |
|  | WIA mobil                      | Vodafone Česká Republika | 2013        |                          | 2016      | https://www.wia.cz/                                                                                | [ 107 ]                 |
|  | Žlutá simka                    | Vodafone Česká Republika | 2013        |                          |           | http://www.zlutasimka.cz/                                                                          | [ 108 ]                 |

## Romania
Ecco i principali operatori virtuali rumeni:
|  | Operatore          | Rete di appoggio       | Anno inizio | Anno fine | Sito ufficiale                                                        | Note            |
|  | ------------------ | ---------------------- | ----------- | --------- | --------------------------------------------------------------------- | --------------- |
|  | benefito mobile    | Telekom România Mobile | 2021        |           | https://www.benefito-mobile.ro/main/new_index?d_id=5&port_request_id= | [ 109 ]         |
|  | Lycamobile România | Telekom România Mobile | 2015        | 2023      | https://www.lycamobile.ro/ro/                                         | [ 110 ] [ 111 ] |
|  | YOXO               | Orange România         | 2020        |           | https://www.yoxo.ro                                                   | [ 112 ]         |

## Russia
Ecco i principali operatori virtuali russi:
|  | Operatore                             | Rete di appoggio       | Anno inizio | Anno fine | Sito ufficiale                                                                          | Note    |
|  | ------------------------------------- | ---------------------- | ----------- | --------- | --------------------------------------------------------------------------------------- | ------- |
|  | AIVA mobile                           | Mobile TeleSystems     | 2014        |           |                                                                                         |         |
|  | Allo Incognito                        |                        |             |           |                                                                                         |         |
|  | A-Mobile                              |                        |             |           |                                                                                         |         |
|  | Baza Mobile                           |                        |             |           |                                                                                         |         |
|  | Buket Mobile                          |                        |             |           |                                                                                         |         |
|  | DANYCOM Mobile Россия                 | T2 Mobajl (T2 Mobile)  |             |           | https://danycom.ru/ Archiviato il 25 novembre 2018 in Internet Archive.                 |         |
|  | Eagle Mobile Москва                   | T2 Mobajl (T2 Mobile)  | 2020        |           | https://eaglemobile.ru                                                                  |         |
|  | Easy4 Россия                          | T2 Mobajl (T2 Mobile)  | 2018        |           | https://web.archive.org/web/20190910095934/https://easy4.pro/                           | [ 113 ] |
|  | Fly                                   |                        |             |           |                                                                                         |         |
|  | GorodMobile                           | T2 Mobajl (T2 Mobile)  | 2023        |           |                                                                                         | [ 114 ] |
|  | GPB Mobile Gazprombank Москва         | T2 Mobajl (T2 Mobile)  | 2020        |           | https://www.gazprombank.ru/mobile/                                                      |         |
|  | KSK Mobile                            |                        | 2023        |           |                                                                                         |         |
|  | Lycamobile Россия                     | T2 Mobajl (T2 Mobile)  | 2018        |           | https://www.lycamobile.ru/ru/                                                           | [ 115 ] |
|  | MATRYKS telekom mobajl                | T2 Mobajl (T2 Mobile)  |             |           |                                                                                         |         |
|  | MCN Telecom MVNO                      |                        |             |           | https://www.mcn.ru/mvno-dlya-biznesa/ Archiviato il 24 luglio 2018 in Internet Archive. |         |
|  | Migo Mobile Москва́                    | T2 Mobajl (T2 Mobile)  |             |           |                                                                                         |         |
|  | MTT Mobile                            |                        |             |           |                                                                                         |         |
|  | Next Mobile Россия                    | T2 Mobajl (T2 Mobile)  |             |           |                                                                                         | [ 116 ] |
|  | RN-Svyaz Mobile                       |                        |             |           |                                                                                         | [ 117 ] |
|  | Rostelecom Mobile                     |                        |             |           | https://nnovgorod.rt.ru/                                                                |         |
|  | SberMobile                            | T2 Mobajl (T2 Mobile)  |             |           | https://sbermobile.ru/                                                                  |         |
|  | sim sim Россия                        |                        |             |           | http://sim-sim.com/                                                                     |         |
|  | Spartak Mobile                        | Beeline Россия Network |             |           | ...                                                                                     |         |
|  | TINKOFF Mobile                        | T2 Mobajl (T2 Mobile)  | 2017        |           | https://www.tinkoff.ru/eng/products/tinkoff-mobile/                                     |         |
|  | TTK                                   |                        |             |           |                                                                                         |         |
|  | Virgin Mobile Россия                  |                        |             |           |                                                                                         | [ 118 ] |
|  | VKmobile                              |                        | 2018        |           |                                                                                         |         |
|  | VTB Mobile                            | T2 Mobajl (T2 Mobile)  | 2019        |           | https://vtbmobile.ru/#/                                                                 |         |
|  | X5 (Allyo \| Karusel \| Perekryostok) |                        |             |           |                                                                                         |         |

## Serbia
Ecco i principali operatori virtuali serbi:
|  | Operatore             | Rete di appoggio | Anno inizio | 2ª Rete di appoggio | Anno inizio | Anno fine | Sito ufficiale        | Note    |
|  | --------------------- | ---------------- | ----------- | ------------------- | ----------- | --------- | --------------------- | ------- |
|  | Globatel              | A1 Srbija        |             | VIP SRB             | 2016        |           | https://globaltel.rs/ |         |
|  | Vectone Mobile Srbija |                  | 2016        |                     |             |           |                       | [ 119 ] |

## Slovacchia
Ecco i principali operatori virtuali slovacchi:
|  | Operatore                        | Rete di appoggio           | Anno inizio | Anno fine | Sito ufficiale                   | Note    |
|  | -------------------------------- | -------------------------- | ----------- | --------- | -------------------------------- | ------- |
|  | 4 KA SWAN Mobile                 | Orange Slovenská Republika | 2015        |           | https://www.4ka.sk/4ka-sim-karta | [ 120 ] |
|  | Fun Fón                          | Orange Slovenská Republika |             |           | http://www.funfon.sk             |         |
|  | Juro!                            |                            |             |           | https://www.juro.sk              |         |
|  | NAYmobile Bratislava             | O2 Slovenská Republika     |             | 2012      | https://www.nay.sk               | [ 121 ] |
|  | Radost Mobile                    | O2 Slovenská Republika     | 2020        |           | https://www.radost.digital       | [ 122 ] |
|  | Tesco Mobile Slovenská Republika | O2 Slovenská Republika     | 2009        |           | https://www.tescomobile.sk/      |         |

## Slovenia
Ecco i principali operatori virtuali sloveni:
|  | Operatore                                    | Rete di appoggio | Anno inizio | Anno fine | Sito ufficiale      | Note |
|  | -------------------------------------------- | ---------------- | ----------- | --------- | ------------------- | ---- |
|  | HoT Hofer Telekom Mobile Republika Slovenija | A1 Slovenija     | 2017        |           | https://www.hot.si/ |      |

## Spagna
Ecco i principali operatori virtuali spagnoli:
|  | Operatore                                  | Rete di appoggio                | Anno inizio | 2ª Rete di appoggio | Anno inizio | 3ª Rete di appoggio | Anno inizio | 4ª Rete di appoggio | Anno inizio | Anno fine | Full MVNO | Sito ufficiale | Note                            |
|  | ------------------------------------------ | ------------------------------- | ----------- | ------------------- | ----------- | ------------------- | ----------- | ------------------- | ----------- | --------- | --------- | --- | ------------------------------- |
|  | 40 Móvil                                   | Orange España                   | 2008        |                     |             |                     |             |                     |             | 2011      |           | https://web.archive.org/web/20160915233150/http://40movil.es/                                                                       | [ 123 ] [ 124 ]                 |
|  | adamo móvil Catalunya                      | Orange España                   | 2015        |                     |             |                     |             |                     |             |           |           | https://www.adamo.es/ | [ 125 ]                         |
|  | Ahí+ (Ahímás) móvil                        | MásMóvil Yoigo                  | 2016        |                     |             |                     |             |                     |             |           |           | https://www.ahimas.es/tarifas-moviles/ Archiviato il 25 febbraio 2021 in Internet Archive.                                          |                                 |
|  | aki wifi MÓVIL                             | Movistar España                 | 2012        |                     |             |                     |             |                     |             |           |           | https://www.akiwifi.es/tarifas-movil/                                                                                               |                                 |
|  | ALOHA móvil                                | Vodafone España                 |             |                     |             |                     |             |                     |             |           |           | https://www.alohafibra.com/tarifas-movil/                                                                                           |                                 |
|  | alterna móvil                              | MásMóvil Yoigo                  |             | Orange España       |             |                     |             |                     |             |           |           | https://alternaonline.es/telco/ |                                 |
|  | amena móvil                                | Orange España                   | 2012        |                     |             |                     |             |                     |             | 2021      |           | https://www.amena.com/amena-se-une-a-orange                                                                                         | [ 126 ] [ 127 ]                 |
|  | arcoyris móvyl                             | MásMóvil Yoigo                  | 2020        |                     |             |                     |             |                     |             |           |           | https://arcoyris.es/tarifas-movil Archiviato il 13 aprile 2021 in Internet Archive.                                                 | [ 128 ]                         |
|  | AVATEL TELECOM Móvil                       | Movistar España                 | 2011        |                     |             |                     |             |                     |             |           |           | https://www.avatel.es/en/fibre-and-mobile/                                                                                          | [ 129 ]                         |
|  | Bankinter Móvil                            | Orange España                   | 2008        |                     |             |                     |             |                     |             | 2015      |           | | [ 130 ]                         |
|  | Best móvil                                 | Orange España                   |             |                     |             |                     |             |                     |             |           |           | http://www.bestmovil.es/ | [ 131 ]                         |
|  | Betis Móvil Sevilla                        | Orange España                   | 2017        |                     |             |                     |             |                     |             |           |           | http://betismovil.net/ | [ 132 ]                         |
|  | Bitto Mobile                               | Orange España                   | 2015        |                     |             |                     |             |                     |             | 2016      |           | | [ 133 ]                         |
|  | Blau                                       | Orange España                   | 2008        |                     |             |                     |             |                     |             | 2012      |           | |                                 |
|  | Blaveo móvil                               | MásMóvil Yoigo                  |             |                     |             |                     |             |                     |             |           |           | https://blaveo.com/tarifas-movil/                                                                                                   |                                 |
|  | BT Móvil                                   | Vodafone España                 | 2008        |                     |             |                     |             |                     |             |           |           | | [ 134 ]                         |
|  | butik móvil                                | MásMóvil Yoigo                  | 2022        |                     |             |                     |             |                     |             |           |           | https://butik.es/ofertas-fibra-movil/                                                                                               | [ 135 ]                         |
|  | Cablemóvil                                 |                                 |             |                     |             |                     |             |                     |             |           |           | https://cablemovil.es |                                 |
|  | CableMurcia Móvil                          | Orange España                   |             |                     |             |                     |             |                     |             |           |           | https://www.cablemurcia.com/movil/                                                                                                  |                                 |
|  | cableworld Móvil                           | Vodafone España                 | 2016        |                     |             |                     |             |                     |             |           |           | https://www.cableworld.es/oferta-movil/                                                                                             |                                 |
|  | Carrefour Móvil                            | Orange España                   | 2006        |                     |             |                     |             |                     |             | 2017      |           | | [ 136 ]                         |
|  | Cellhire Spain Data SIM                    | Orange España                   |             |                     |             |                     |             |                     |             |           |           | https://www.cellhire.com/rentals/products/spain/data-sim-card                                                                       |                                 |
|  | Correos Telecom Móvil                      |                                 | 2022        |                     |             |                     |             |                     |             |           |           | https://correostelecom.es/servicios/movil-otono/                                                                                    | [ 137 ] [ 138 ]                 |
|  | CUBE MÓVIL                                 | Movistar España                 | 2023        |                     |             |                     |             |                     |             |           |           | https://www.cubemovil.es/es/ | [ 139 ]                         |
|  | Dígame!                                    | Orange España                   | 2018        |                     |             |                     |             |                     |             |           |           | https://digame.es/index_movil.php                                                                                                   | [ 140 ]                         |
|  | DIGI mobil España eSIM 5G                  | Movistar España                 | 2008        |                     |             |                     |             |                     |             |           |           | https://www.digimobil.es/ | [ 141 ] [ 142 ] [ 143 ]         |
|  | embou                                      | MásOrange                       | 2024        | MásMóvil Yoigo      |             |                     |             |                     |             |           |           | https://www.embou.com/ |                                 |
|  | Eroski Móvil                               | Vodafone España                 | 2007        |                     |             |                     |             |                     |             | 2018      |           | https://web.archive.org/web/20180403011754/http://www.eroskimovil.es/geomv/c/pub/es/index.jsp                                       | [ 144 ] [ 145 ]                 |
|  | eticom                                     |                                 | 2014        |                     |             |                     |             |                     |             | 2017      |           | | [ 146 ]                         |
|  | Euphony España                             | Orange España                   | 2007        |                     |             |                     |             |                     |             |           |           | | [ 147 ] [ 148 ]                 |
|  | Euskaltel                                  | MásOrange                       | 2024        | MásMóvil Yoigo      | 2021        | Orange España       | 2013        | Vodafone España     | 2006        |           |           | https://www.euskaltel.com/ | [ 149 ] [ 150 ] [ 151 ] [ 152 ] |
|  | Eva Móvil                                  | MásMóvil Yoigo                  | 2022        | Orange España       |             |                     |             |                     |             |           |           | https://evamovil.com/ | [ 153 ] [ 154 ]                 |
|  | flexi móvil                                | Orange España                   | 2015        |                     |             |                     |             |                     |             |           |           | https://www.fleximovil.es |                                 |
|  | FIBRACAT MÓBIL                             | Fibracat                        | 2014        | Orange España       | 2014        |                     |             |                     |             |           |           | https://www.fibracat.cat/particulars/mobil/                                                                                         |                                 |
|  | finetwork Móvil                            | Vodafone España                 | 2019        |                     |             |                     |             |                     |             |           |           | https://www.finetwork.com/tarifas-movil                                                                                             | [ 155 ]                         |
|  | FreedomPop España                          | Movistar España e Orange España |             |                     |             |                     |             |                     |             | 2018      |           | https://es.freedompop.com/es?experience=organic.default                                                                             | [ 156 ]                         |
|  | FuturaSP Móvil Sevilla 3G                  | Movistar España                 |             |                     |             |                     |             |                     |             |           |           | http://www.futurasp.es/servicios/servicios-clientes-particulares/futurasp-movil-particulares/                                       |                                 |
|  | Goufone Mòbil                              | Movistar España                 |             |                     |             |                     |             |                     |             |           |           | https://goufone.com/telefonia-mobil-4g                                                                                              |                                 |
|  | guuk. Euskadi                              | MásOrange                       | 2024        | MásMóvil Yoigo      | 2020        |                     |             |                     |             |           |           | https://guuk.com/eus | [ 157 ] [ 158 ]                 |
|  | Happy Móvil                                | Orange España                   | 2006        |                     |             |                     |             |                     |             | 2018      |           | http://www.happymovil.es/ | [ 159 ]                         |
|  | Hits Mobile                                | Vodafone España                 | 2009        |                     |             |                     |             |                     |             | 2023      |           | https://www.hitsmobile.es/es/home                                                                                                   | [ 160 ] [ 161 ]                 |
|  | holafly eSIM Madrid                        |                                 | 2018        |                     |             |                     |             |                     |             |           |           | https://holafly.com | [ 162 ]                         |
|  | Holidays Prepaid SIM                       | Orange España                   | 2015        |                     |             |                     |             |                     |             |           |           | https://tiendaonline2.orange.es/tarifas/tarjeta/sim-holidays                                                                        | [ 163 ]                         |
|  | Ion Mobile                                 | Movistar España                 |             |                     |             |                     |             |                     |             |           |           | https://www.ionmobile.es/ |                                 |
|  | lcr móvil                                  |                                 |             |                     |             |                     |             |                     |             |           |           | https://www.lcrcom.net/lcr-movil/                                                                                                   |                                 |
|  | ipo móvil                                  | Movistar España                 |             |                     |             |                     |             |                     |             |           |           | http://www.redipo.es/movil |                                 |
|  | JOi Mobile                                 | Orange España                   | 2019        |                     |             |                     |             |                     |             |           |           | https://joimobile.es/es | [ 164 ]                         |
|  | K net                                      | Orange España                   |             |                     |             |                     |             |                     |             |           |           | https://www.knet.es/móvil | [ 165 ]                         |
|  | Jazzcard Móvil                             | Orange España                   |             |                     |             |                     |             |                     |             | 2018      |           | https://web.archive.org/web/20180330070908/http://www.jazztelprepago.com/                                                           | [ 166 ]                         |
|  | Jazz Panda Móvil                           |                                 |             |                     |             |                     |             |                     |             | 2018      |           | |                                 |
|  | Jazztel Móvil                              | MásOrange                       | 2024        | Orange España       | 2016        |                     |             |                     |             |           |           | https://movil.jazztel.com/tarifas-jazztel-movil                                                                                     | [ 167 ]                         |
|  | Jetnet Móvil                               | Orange España                   |             |                     |             |                     |             |                     |             |           |           | https://jetnet.es/tipos-de-tarifas/movil/                                                                                           |                                 |
|  | JIAYU Mobile Low Cost                      | Orange España                   |             |                     |             |                     |             |                     |             |           |           | https://www.jiayumobile.es | [ 168 ]                         |
|  | Lebara Mobile España                       | MásOrange                       | 2024        | MásMóvil Yoigo      |             | Vodafone España     |             |                     |             |           |           | https://mobile.lebara.com/es/es/ |                                 |
|  | lemmon Móvil                               | Orange España                   | 2021        |                     |             |                     |             |                     |             |           |           | https://www.lemmon.es/movil | [ 169 ]                         |
|  | Lemonvil                                   | Orange España                   | 2017        |                     |             |                     |             |                     |             | 2020      |           | http://www.lemonvil.com/ | [ 170 ]                         |
|  | LlamaYA Móvil                              | MásOrange                       | 2024        | MásMóvil Yoigo      | 2018        | Movistar España     |             |                     |             |           |           | https://www.llamaya.com/ | [ 171 ] [ 172 ]                 |
|  | Lobster. Mobile                            | Movistar España                 | 2018        |                     |             |                     |             |                     |             |           |           | https://www.lobster.es | [ 173 ]                         |
|  | Lowi Móvil                                 | Vodafone España                 | 2014        |                     |             |                     |             |                     |             |           |           | https://www.lowi.es/tarifas-movil/                                                                                                  | [ 174 ]                         |
|  | Lycamobile España                          | MásOrange                       | 2024        | MásMóvil Yoigo      | 2021        | Movistar España     | 2010        |                     |             |           |           | https://www.lycamobile.es/es/ | [ 175 ] [ 176 ]                 |
|  | Manga Móvil                                | Orange España                   | 2014        |                     |             |                     |             |                     |             | 2016      |           | | [ 177 ] [ 178 ]                 |
|  | MÁSmóvil                                   | MásOrange                       | 2024        | Yoigo               | 2018        | Orange España       |             |                     |             |           |           | https://www.masmovil.es/ | [ 179 ] [ 180 ] [ 181 ]         |
|  | midas mobile                               | Vodafone España                 | 2009        |                     |             |                     |             |                     |             | 2012      |           | | [ 182 ]                         |
|  | Mobilfree                                  | Orange España                   | 2018        |                     |             |                     |             |                     |             |           |           | https://www.mobilfree.es/ | [ 183 ]                         |
|  | móbilR                                     | Orange España                   |             |                     |             |                     |             |                     |             |           |           | https://www.mundo-r.com/es/movil |                                 |
|  | momofone                                   | MásMóvil Yoigo                  | 2020        |                     |             |                     |             |                     |             |           |           | https://www.momofone.es | [ 184 ]                         |
|  | MovilDia                                   | Orange España                   | 2007        |                     |             |                     |             |                     |             | 2019      |           | https://web.archive.org/web/20180703234515/http://www.movildia.com/webdia/gestorContenido.html?action=getCajas4Pagina&idPagina=1260 | [ 185 ] [ 186 ]                 |
|  | Móvil GRANA Murcia                         | MásMóvil Yoigo                  |             |                     |             |                     |             |                     |             |           |           | https://www.mobilfree.es/movilgrana/ Archiviato il 13 agosto 2020 in Internet Archive.                                              |                                 |
|  | movizelia                                  | Orange España                   |             |                     |             |                     |             |                     |             |           |           | https://web.archive.org/web/20180826143427/https://www.movizelia.com/                                                               |                                 |
|  | Mundimóvil                                 |                                 |             |                     |             |                     |             |                     |             | 2011      |           | |                                 |
|  | nadu net Móvil                             |                                 | 2019        | Movistar España     | 2019        |                     |             |                     |             |           |           | https://nadunet.es/movil | [ 187 ]                         |
|  | nash Móvil                                 | MásOrange                       | 2024        | Orange España       | 2018        | MásMóvil Yoigo      | 2018        |                     |             |           |           | https://nashmovil.com/es/movil | [ 188 ]                         |
|  | netllar Móvil                              | Vodafone España                 |             |                     |             |                     |             |                     |             |           |           | https://netllar.es/movil |                                 |
|  | Nukkii Móvil                               | Vodafone España                 |             |                     |             |                     |             |                     |             |           |           | | [ 189 ]                         |
|  | O2 España                                  | Movistar España                 | 2018        |                     |             |                     |             |                     |             |           |           | https://o2online.es/ | [ 190 ]                         |
|  | oceans                                     | Orange España                   |             |                     |             |                     |             |                     |             |           |           | https://www.oceans.es/ |                                 |
|  | Ok mobile                                  |                                 |             |                     |             |                     |             |                     |             |           |           | http://www.okmobile.es |                                 |
|  | OLÉ PHONE Sevilla                          | MásMóvil Yoigo                  | 2023        | Vodafone España     | 2020        |                     |             |                     |             | 2024      |           | https://www.olephone.es/movil | [ 191 ] [ 192 ]                 |
|  | .oniti. MÓVIL                              | Orange España                   | 2019        |                     |             |                     |             |                     |             |           |           | https://oniti.es/movil-prepago | [ 193 ]                         |
|  | On Móvil Lcrcom                            | Orange España                   | 2013        |                     |             |                     |             |                     |             | 2018      |           | https://www.lcrcom.net/empresas/tarifas-moviles.html Archiviato il 10 settembre 2018 in Internet Archive.                           | [ 194 ]                         |
|  | Onlymóvil                                  | Orange España                   |             |                     |             |                     |             |                     |             |           |           | http://onlymovil.net/ |                                 |
|  | ONO Móvil                                  | Vodafone España                 | 2014        | Movistar España     | 2007        |                     |             |                     |             | 2018      |           | https://www.ono.es/movil/ | [ 195 ] [ 196 ] [ 197 ]         |
|  | Open Móvil                                 |                                 |             |                     |             |                     |             |                     |             |           |           | https://www.opencable.es/openmovil/                                                                                                 |                                 |
|  | OROC Móvil                                 | Orange España                   | 2021        |                     |             |                     |             |                     |             |           |           | https://oroc.es/movil/ | [ 198 ]                         |
|  | PepePhone                                  | MásOrange                       | 2024        | MásMóvil Yoigo      | 2018        | Vodafone España     |             |                     |             |           |           | https://www.pepephone.com/ | [ 199 ] [ 200 ]                 |
|  | Parlem Mòbil Catalunya                     | Orange España                   |             |                     |             |                     |             |                     |             |           |           | https://parlem.com/ | [ 201 ]                         |
|  | PinkBear Móvil                             | Movistar España                 | 2021        | MásMóvil Yoigo      | 2021        | Orange España       | 2020        |                     |             |           |           | https://pinkbear.es |                                 |
|  | populoos Móvil                             | MásOrange                       | 2024        | MásMóvil Yoigo      | 2023        |                     |             |                     |             |           |           | https://www.populoos.es/movil/ | [ 202 ]                         |
|  | PRISCO mobile                              | Movistar España                 |             |                     |             |                     |             |                     |             |           |           | https://priscomobile.com/ |                                 |
|  | PTV TELECOM Móvil                          |                                 |             |                     |             |                     |             |                     |             |           |           | https://ptvtelecom.com/tarifas-telefonia-movil/                                                                                     |                                 |
|  | R Móvil                                    | MásOrange                       | 2024        | MásMóvil Yoigo      | 2021        | Orange España       | 2017        | Vodafone España     | 2007        |           |           | https://www.movilr.es |                                 |
|  | RACC Real Automóvil Club de Cataluña Móvil | Orange España                   |             |                     |             |                     |             |                     |             |           |           | https://www.racc.es/telefonia-movil                                                                                                 |                                 |
|  | redmóvil                                   | Orange España                   | 2014        |                     |             |                     |             |                     |             |           |           | http://www.redmovil.eu/ | [ 203 ] [ 204 ]                 |
|  | República Móvil                            | Orange España                   | 2013        |                     |             |                     |             |                     |             | 2021      |           | https://www.republicamovil.es/ | [ 205 ] [ 206 ]                 |
|  | Run móvil                                  | Vodafone España                 |             | Orange España       |             |                     |             |                     |             |           |           | https://www.runmovil.es/tarifa-móvil-cobertura-vodafone                                                                             |                                 |
|  | sarenet telefonía móvil                    |                                 |             |                     |             |                     |             |                     |             |           |           | https://mkt.sarenet.es/lptelefoniamovil                                                                                             |                                 |
|  | Silbö Telecom Móvil                        | Movistar España                 | 2024        |                     |             |                     |             |                     |             |           |           | https://www.silbotelecom.com/ | [ 207 ]                         |
|  | SIM Mundo                                  | Orange España                   |             |                     |             |                     |             |                     |             |           |           | https://www.simmundo.es |                                 |
|  | Simyo España                               | MásOrange                       | 2024        | Orange España       | 2008        |                     |             |                     |             |           |           | https://www.simyo.es/ | [ 208 ]                         |
|  | Simly                                      |                                 |             |                     |             |                     |             |                     |             | 2016      |           | | [ 209 ]                         |
|  | somos conexión Móvil                       | Orange España                   | 2015        |                     |             |                     |             |                     |             |           |           | https://somosconexion.coop/tarifas-movil/                                                                                           |                                 |
|  | soy móvil                                  | MásMóvil Yoigo                  | 2018        |                     |             |                     |             |                     |             |           |           | https://soymovil.es/ | [ 210 ]                         |
|  | Spain Internet SIM                         | Orange España                   |             |                     |             |                     |             |                     |             |           |           | https://www.spaininternet.net/data-sim-card-spain/                                                                                  |                                 |
|  | Suop                                       | Orange España                   | 2013        |                     |             |                     |             |                     |             |           |           | https://www.suop.es/es/bienvenido                                                                                                   | [ 211 ]                         |
|  | sweno Móvil                                | MásMóvil Yoigo                  | 2021        | Orange España       | 2021        |                     |             |                     |             |           |           | https://www.sweno.es/movil/ | [ 212 ] [ 213 ]                 |
|  | talk out móvil                             |                                 | 2008        |                     |             |                     |             |                     |             |           |           | | [ 214 ]                         |
|  | Telecable Móvil                            | MásOrange                       | 2024        | Movistar España     |             |                     |             |                     |             |           |           | https://web.telecable.es/web/nuevaredmovil/inicio                                                                                   | [ 215 ]                         |
|  | Telembi                                    | Orange España                   |             |                     |             |                     |             |                     |             |           |           | http://telembi.es/ |                                 |
|  | telfy MÓVIL Alicante                       | Orange España                   |             |                     |             |                     |             |                     |             |           |           | https://www.telfy.com/es/movil/ |                                 |
|  | tel some Zaragoza                          |                                 |             |                     |             |                     |             |                     |             |           |           | https://www.telsome.es/movil-empresas.html                                                                                          |                                 |
|  | Teratel                                    | Orange España                   |             |                     |             |                     |             |                     |             |           |           | https://web.archive.org/web/20180715040102/https://www.teratel.es/                                                                  |                                 |
|  | THE TELECOM BOUTIQUE Móvil                 | Orange España                   | 2016        |                     |             |                     |             |                     |             |           |           | https://www.telecomboutique.com/#Rates                                                                                              |                                 |
|  | TRES[3] Telecom Catalunya                  | Vodafone España                 | 2022        |                     |             |                     |             |                     |             | 2023      |           | https://www.tres.tel | [ 216 ] [ 217 ]                 |
|  | TRUPHONE España                            |                                 |             |                     |             |                     |             |                     |             |           |           | https://www.truphone.com/es/ |                                 |
|  | Tuenti Móvil España                        | Movistar España                 | 2012        |                     |             |                     |             |                     |             | 2022      |           | https://www.tuenti.es/ | [ 218 ] [ 219 ] [ 220 ]         |
|  | Upp Mobile                                 |                                 | 2014        |                     |             |                     |             |                     |             | 2017      |           | | [ 221 ]                         |
|  | Virgin telco Móvil                         | MásOrange                       | 2024        | MásMóvil Yoigo      | 2021        | Orange España       | 2020        |                     |             | 2025      |           | https://virgintelco.es | [ 222 ] [ 223 ]                 |
|  | Viva! mobile                               | Vodafone España                 | 2008        |                     |             |                     |             |                     |             | 2017      |           | | [ 224 ]                         |
|  | VozTelecom Catalunya                       | MásMóvil Yoigo                  |             |                     |             |                     |             |                     |             |           |           | https://www.voztelecom.cat/telefonia-mobil/                                                                                         |                                 |
|  | Vueling Móvil                              |                                 |             |                     |             |                     |             |                     |             | 2009      |           | | [ 225 ]                         |
|  | xenet Móvil                                | Orange España                   |             | Movistar España     |             |                     |             |                     |             |           |           | https://www.xenet.es |                                 |
|  | XL Móvil                                   |                                 | 2009        |                     |             |                     |             |                     |             |           |           | | [ 226 ]                         |
|  | YOU MOBILE                                 |                                 | 2008        |                     |             |                     |             |                     |             |           |           | https://www.youmobile.es/ |                                 |

## Svezia
Ecco i principali operatori virtuali svedesi:
|  | Operatore              | Rete di appoggio  | Anno inizio | Anno fine | Sito ufficiale                                   | Note    |
|  | ---------------------- | ----------------- | ----------- | --------- | ------------------------------------------------ | ------- |
|  | cellip                 | Telenor           |             |           | https://www.cellip.com/tjanster/mobilabonnemang/ |         |
|  | Chili mobil Sverige    | 3 Three Sverige   |             |           | https://chilimobil.se                            |         |
|  | COM HEM                | 3 Three Sverige   | 2008        |           | https://www.comhem.se/mobiltelefoni/abonnemang   |         |
|  | COMVIQ                 | T2 Mobile Sverige | 2009        |           | https://www.comviq.se/mobilabonnemang            |         |
|  | Delight Mobile Sverige |                   |             | 2017      |                                                  |         |
|  | fello Göteborg         | Telia             | 2013        |           | https://www.fello.se                             | [ 227 ] |
|  | Fibio                  | Telenor           | 2019        |           | https://www.fibio.se/                            | [ 228 ] |
|  | halebop                | Telia             |             |           | https://www.halebop.se/start                     |         |
|  | hallon                 | 3 Three Sverige   | 2013        |           | https://www.hallon.se                            |         |
|  | Karma MOBIL            | Telenor           | 2020        |           | https://karmamobil.se/om-oss/                    | [ 229 ] |
|  | katshing               | T2 Mobile Sverige | 2020        |           | https://www.katshing.com/                        |         |
|  | Lycamobile Sverige     | Telenor           |             |           | https://www.lycamobile.se/sv/                    |         |
|  | MY BEAT                | Telia             |             |           | https://mybeat.se                                |         |
|  | PENNY.                 |                   |             | 2021      | https://www.penny.se                             | [ 230 ] |
|  | tellus mobil           | T2 Mobile Sverige |             |           | https://tellusmobil.se                           |         |
|  | telness Stockholm      | Telia             | 2016        |           | https://telness.se                               | [ 231 ] |
|  | Vectone Mobile Sverige |                   | 2015        | 2018      |                                                  |         |
|  | Vimla!                 | Telenor           | 2014        |           | https://vimla.se                                 | [ 232 ] |
|  | wifog                  | 3 Three Sverige   |             |           | https://wifog.com                                |         |

## Svizzera
Ecco i principali operatori virtuali svizzeri:
|  | Operatore             | Rete di appoggio | Anno inizio | 2ª Rete di appoggio | Anno inizio | Anno fine | Full MVNO | Sito ufficiale                                                            | Note    |
|  | --------------------- | ---------------- | ----------- | ------------------- | ----------- | --------- | --------- | ------------------------------------------------------------------------- | ------- |
|  | Abalon                | Salt Mobile      |             |                     |             |           |           |                                                                           |         |
|  | Aldi Suisse Mobile    | Sunrise          |             |                     |             |           |           | https://www.aldi-mobile.ch/it/                                            | [ 233 ] |
|  | cellhire Schweiz      |                  |             |                     |             |           |           | https://www.cellhire.ch                                                   |         |
|  | Coop Mobile Schweiz   | Swisscom         |             |                     |             |           |           |                                                                           | [ 234 ] |
|  | das abo               | Salt             |             |                     |             |           |           | https://www.das-abo.ch/it                                                 |         |
|  | digital republic 5G   | Sunrise          | 2020        |                     |             |           |           | https://digitalrepublic.ch/de/                                            |         |
|  | digitec connect       |                  |             |                     |             | 2023      |           |                                                                           |         |
|  | GALAXUS mobile 5G     | Sunrise          | 2023        |                     |             |           |           | https://mobile.galaxus.ch/mobile/en                                       |         |
|  | GoMo Schweiz 4G       | Salt Mobile      | 2021        |                     |             |           |           | https://www.go-mo.ch                                                      | [ 235 ] |
|  | greenMobile           | Salt Mobile      |             |                     |             |           |           | https://www.green.ch/de-ch/internet-telefon-tv/telefonie/greenmobile.aspx |         |
|  | HelvetiaCom Mobile    | Sunrise          | 2025        |                     |             |           |           | https://www.helvetiacom.ch/                                               |         |
|  | Lebara Mobile Schweiz | Sunrise          |             |                     |             |           |           | https://lebara.ch/                                                        |         |
|  | Lidl Connect          | Salt Mobile      | 2019        |                     |             |           |           | https://www.lidl.de/de/lidl-connect/s7373597                              |         |
|  | Lycamobile Schweiz    | Swisscom         | 2008        |                     |             |           |           | https://www.lycamobile.ch/de/                                             |         |
|  | M-Budget Mobile       | Swisscom         |             |                     |             |           |           | https://shop.m-budget.migros.ch/it                                        |         |
|  | MTEL SWITZERLAND      |                  | 2022        |                     |             |           |           | https://mtel.ch/it/                                                       |         |
|  | MTV Mobile Schweiz    | Sunrise          |             |                     |             |           |           |                                                                           |         |
|  | mucho Mobile Ginevra  | Swisscom         | 2010        |                     |             |           |           | https://muchomobile.ch                                                    |         |
|  | Ok.- Mobile           | Salt Mobile      |             |                     |             |           |           |                                                                           |         |
|  | Ortel Mobile          | Sunrise          |             |                     |             |           |           |                                                                           | [ 236 ] |
|  | primacall             | Salt Mobile      |             |                     |             |           |           | https://www.primacall.ch/de/                                              |         |
|  | QUICK LINE Mobile     | Sunrise          |             |                     |             |           |           | https://quickline.ch/mobile/tarife                                        |         |
|  | TalkEasy Mobile       | Salt Mobile      |             |                     |             |           |           | http://www.talkeasy.ch                                                    |         |
|  | TalkTalk              | Sunrise          | 2006        |                     |             |           |           | https://www.talktalk.ch/it                                                |         |
|  | Triotel               | Salt Mobile      |             |                     |             |           |           |                                                                           |         |
|  | UPC Switzerland       | Sunrise          | 2022        |                     |             |           |           | https://www.upc.ch/de/                                                    |         |
|  | Wingo Mobile          | Swisscom         |             |                     |             |           |           | https://www.wingo.ch/de                                                   |         |
|  | XXSIM Shaston         |                  |             |                     |             |           |           | https://www.xxsim.com                                                     |         |
|  | Yallo                 | Sunrise          |             |                     |             |           |           | https://www.yallo.ch/it/blackfriday                                       |         |

## Ucraina
Ecco i principali operatori virtuali ucraini:
|  | Operatore          | Rete di appoggio | Anno inizio | Anno fine | Sito ufficiale                | Note            |
|  | ------------------ | ---------------- | ----------- | --------- | ----------------------------- | --------------- |
|  | Lycamobile Україна | 3Mob Ukrtelecom  | 2017        |           | https://www.lycamobile.ua/uk/ | [ 237 ] [ 238 ] |

## Ungheria
Ecco i principali operatori virtuali ungheresi:
|  | Operatore            | Rete di appoggio      | Anno inizio | 2ª Rete di appoggio   | Anno inizio | Anno fine | Sito ufficiale         | Note    |
|  | -------------------- | --------------------- | ----------- | --------------------- | ----------- | --------- | ---------------------- | ------- |
|  | BTel                 |                       |             |                       |             |           |                        |         |
|  | Magyar Posta         |                       |             |                       |             |           |                        |         |
|  | netfone              | Magyar Telekom        |             | Vodafone Magyarország |             |           | https://www.netfone.hu |         |
|  | Postafon             | Vodafone Magyarország |             |                       |             |           |                        |         |
|  | Tesco Mobile Hungary | Vodafone Magyarország | 2012        |                       |             |           |                        | [ 239 ] |